# Lübbecke
Lübbecke [ˈlʏbəkə] ⓘ (niederdeutsch: Lübke) ist eine Mittlere kreisangehörige Stadt im Nordosten Nordrhein-Westfalens. Mit rund 26.000 Einwohnern gehört die ostwestfälische Stadt zum Kreis Minden-Lübbecke im Regierungsbezirk Detmold. Sie liegt am Nordhang des Wiehengebirges am Übergang in die Norddeutsche Tiefebene. Lübbecke wurde erstmals 775 als hlidbeki schriftlich erwähnt und besitzt seit 1279 die Stadtrechte.

## Geographie

### Lage

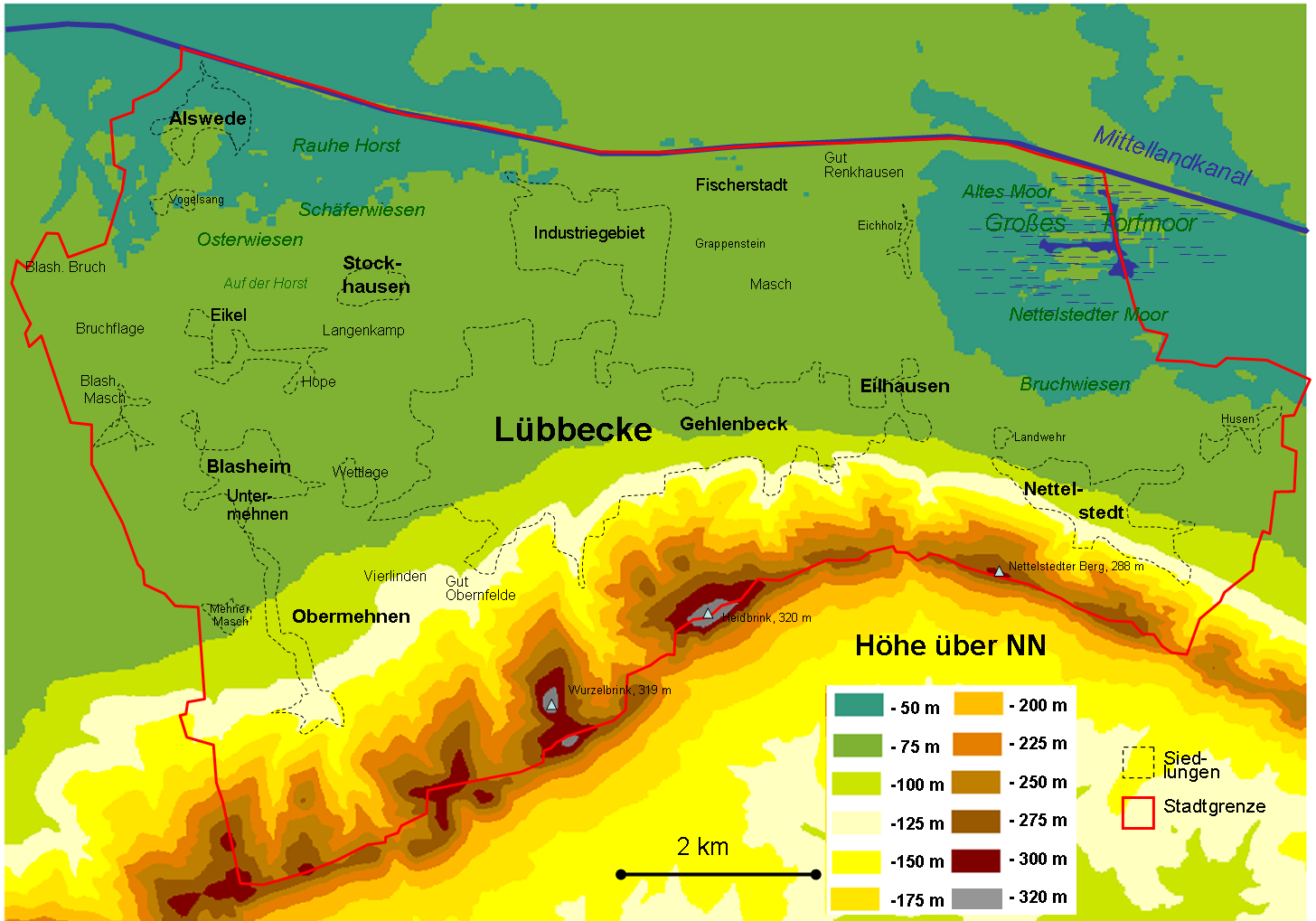
Topographie des Stadtgebietes

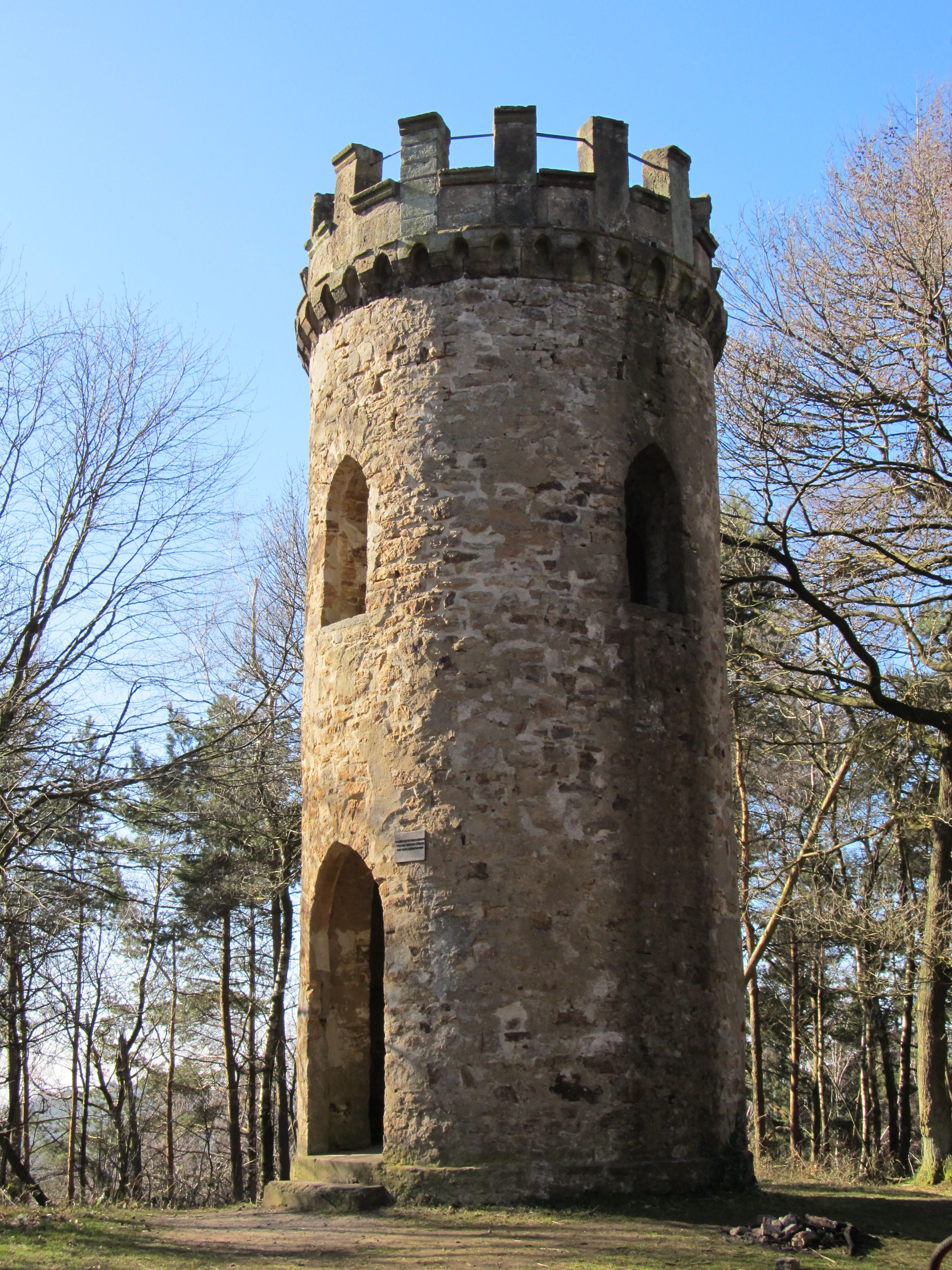
Der Wartturm auf dem Wurzelbrink

Lübbecke liegt im Nordosten von Nordrhein-Westfalen, im Norden von Ostwestfalen-Lippe, im Südwesten des Kreises Minden-Lübbecke. Die Stadt liegt im Westen der kulturhistorischen Region des Mindener Landes. Naturräumlich zählt ein Großteil des Stadtgebietes zur Norddeutschen Tiefebene. Nur die südlichen Gebiete der Stadt liegen auf dem Nordhang des Mittelgebirges Wiehengebirge, dessen Kamm im Süden weitestgehend die Grenze der Stadt markiert. Das Gebirge bedeckt rund ein Fünftel des Stadtgebietes.
Am Gebirgsrand liegen die historische Altstadt sowie die alten Kerne der meisten Stadtteile. Die restlichen Gebiete sind eher dörflich geprägt. Die nördliche Stadtgrenze bildet der Mittellandkanal. Im Nordosten der Stadt liegt das Große Torfmoor, heute das größte Moor Westfalens. Zwischen den feuchten Niederungen südlich des Mittellandkanals, dem Urstromtal der eiszeitlichen Weser, und den Höhenlagen des Wiehengebirges liegt am Gebirgsfuß ein schmaler Saum fruchtbarer Lößböden mit der Bezeichnung Lübbecker Lößland. Nördlich der Niederung liegt die nicht so fruchtbare, teils sandige, teils moorige Rahden-Diepenauer Geest. In der Geest liegen die Ortschaften Stockhausen und Alswede sowie ein Teil des Lübbecker Industriegebietes.
Die höchsten Berge Lübbeckes sind der Heidbrink (320 m), der Wurzelbrink (319 m) und der Kniebrink (315 m). Der Kernstadt am nächsten liegen der Reineberg (276 m), der Heidkopf (273 m) sowie der Meesenkopf (226 m). Die Berge im Süden der Stadt Lübbecke sind die höchsten des gesamten Wiehengebirges. Im Norden erreicht das Gebiet nur noch eine Höhe von rund 50 m. Der tiefste Punkt liegt auf rund 48 m.

### Gewässer
Da die Wasserscheide des Wiehengebirges die südliche Stadtgrenze bildet, wird fast das gesamte Stadtgebiet nach Norden entwässert, bis auf wenige Gebiete marginalen Umfangs am Südhang des Wurzelbrinks. In der Regel fließen die kurzen Gebirgsbäche, die zum Teil am Fuße des Gebirges entspringen nach kurzer Distanz das Tiefland erreichen, nach Norden, um dann in die Flöthe oder ein anderes größeres Fließgewässer jenseits der Stadtgrenze zu münden, wie zum Beispiel die Ronceva, die vom „Lübbecker Berg“ her die Kernstadt (größtenteils verrohrt) durchquert und über die Flöthe und die Große Aue. die die Stadt im äußersten Westen streift, die Weser erreicht. Gefördertes „Gebirgsquellwasser“ hat noch immer eine große Bedeutung für die Bierherstellung in Lübbecke.
Die Stadt Lübbecke ist arm an natürlichen stehenden Gewässern. Sowohl Kanal als auch die Seen und Teiche im Moor sind von Menschenhand geschaffen. Die größten Gewässer sind der Mittellandkanal mit etwa 50 ha Wasserfläche auf Lübbecker Gebiet, sowie ein namenloser See im Moorgebiet, der eine zusammenhängende Wasserfläche von rund 9 ha aufweist. Alle anderen Gewässer sind kleiner als 1 ha. Insgesamt bestehen 1,5 Prozent der Stadtfläche (98,2 ha) aus Wasserflächen.

### Geologie und Ressourcen

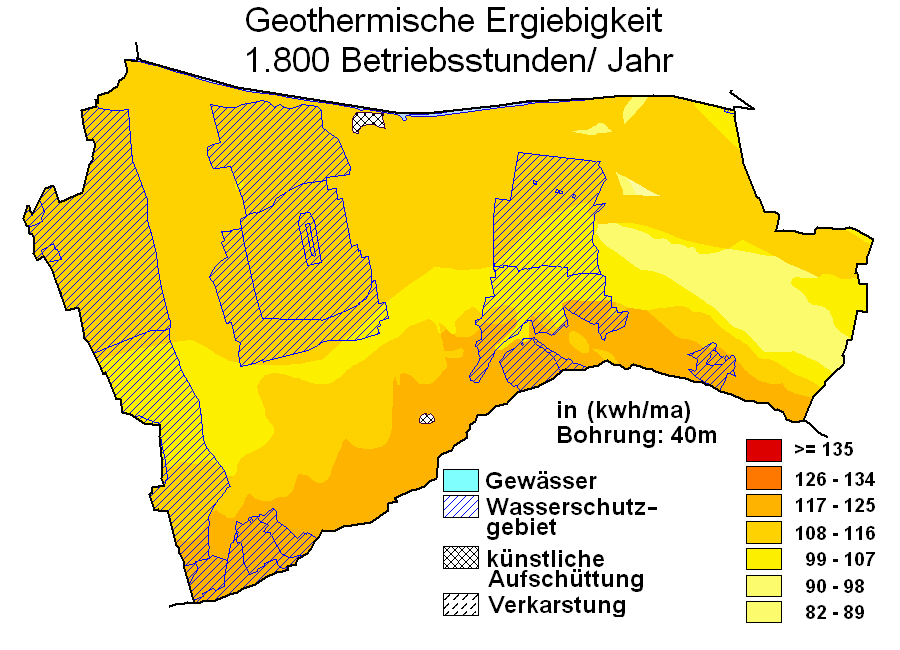
Geothermische Karte von Lübbecke

Geologisch wird die Oberfläche hauptsächlich von quartären Lockergesteinen (Sand, Kies, Löß, Geschiebemergel überwiegend des Pleistozän) bestimmt. Im Wiehengebirge treten auch Gesteine des Jura, zum Beispiel Sandsteine, zutage.
Bis ins 19. Jahrhundert wurde im Wiehengebirge, im Reineberger Hagen bis hinauf zum Heidbrink Portasandstein abgebaut, der hier noch eine Mächtigkeit von bis zu drei Metern aufweist, wovon noch heute zahllose kleine, aufgelassene Steinbrüche im Wiehengebirge zeugen. Im Wiehengebirge wurde bis in die 1990er Jahre in einem großen Steinbruch Kalkstein zur Verwendung als Schotter für den Haus- und Straßenbau abgebaut. Es scheint, dass vor Jahrhunderten auch nach Erzen geschürft wurde; bei Horst Höhe gibt es einen alten Stollen.
Bis Mitte des 20. Jahrhunderts wurde im Großen Torfmoor der fossile Brennstoff Torf, überwiegend für die Verwendung im Hausbrand, gestochen. Alte Transportanlagen (Loren) waren dort bis vor einigen Jahren noch vorhanden. Aufgrund der Erschöpfung der Lagerstätten und aus Gründen des Naturschutzes wurde die Förderung aber eingestellt.
Trotz großen natürlichen Gefälles kann die Wasserkraft als Energieträger heute nicht eingesetzt werden, da aufgrund des geringen Einzugsbereiches der Gebirgsbäche diese nur wenig Wasser führen. In der Vergangenheit wurden mehrere Wassermühlen im Stadtgebiet betrieben. Am Fuße des Wurzelbrinks im Ortsteil Eilhausen ist noch heute ein Wasser-Mühlrad zu besichtigen. Die Nutzung der natürlichen Ressource Windkraft hat in letzter Zeit einen signifikanten Zuwachs erlangt. Windmühlen, unter anderem in Eilhausen, zeigen, dass dieser Energieträger von Alters her genutzt wurde. Begünstigt wird die Nutzung des Windes durch die Lage in der Norddeutschen Tiefebene.
Lübbecke eignet sich fast durchweg gut bis sehr gut zur Nutzung von geothermischen Wärmequellen mittels Erdwärmesonde und Wärmegewinnung durch Wärmepumpenheizungen.

### Ausdehnung und Nutzung des Stadtgebietes

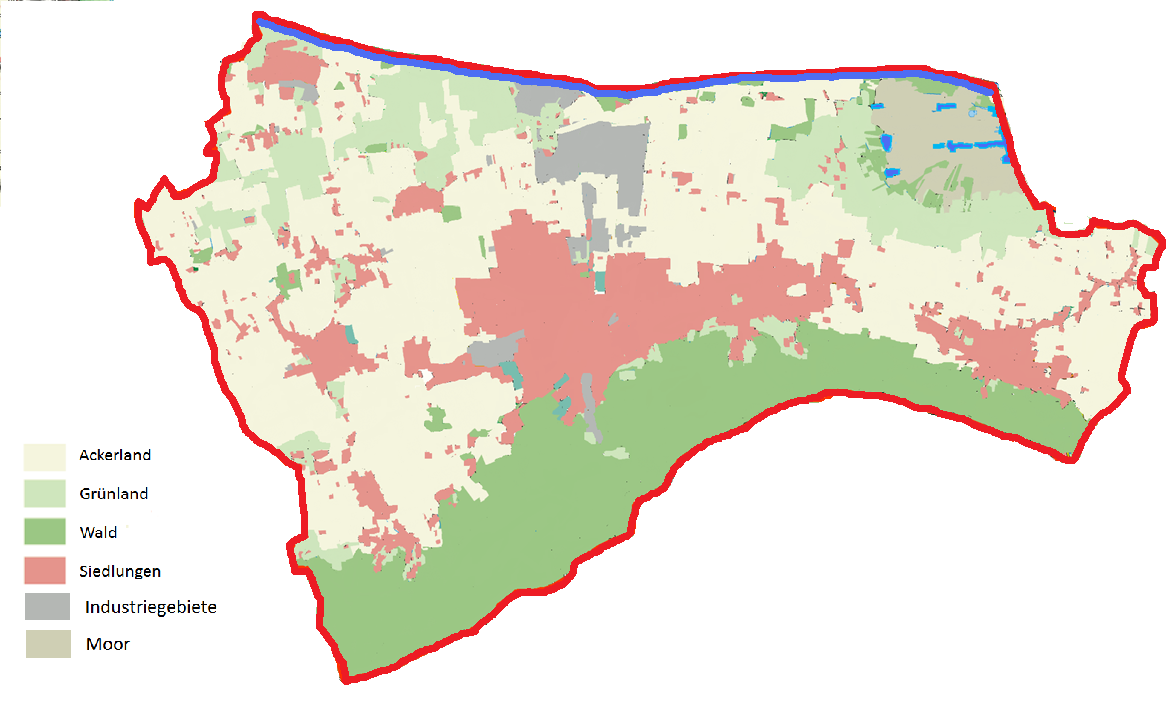
Bodennutzung

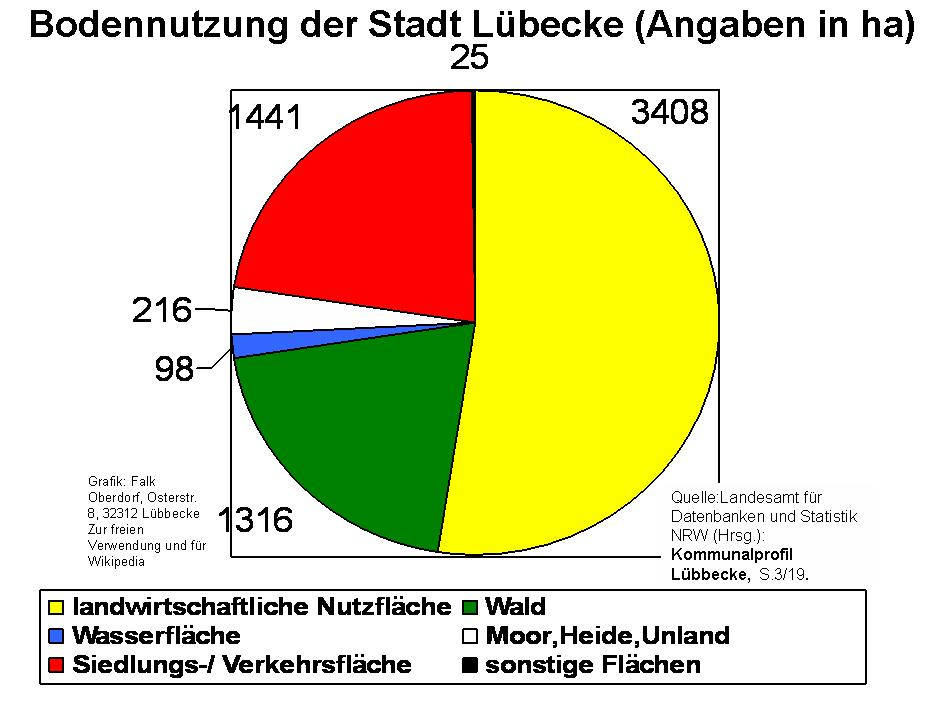
Mit einem Anteil von Moor, Heide und Unland von 3,3 Prozent liegt Lübbecke deutlich über dem Durchschnitt des Kreises Minden-Lübbecke (0,7 Prozent)

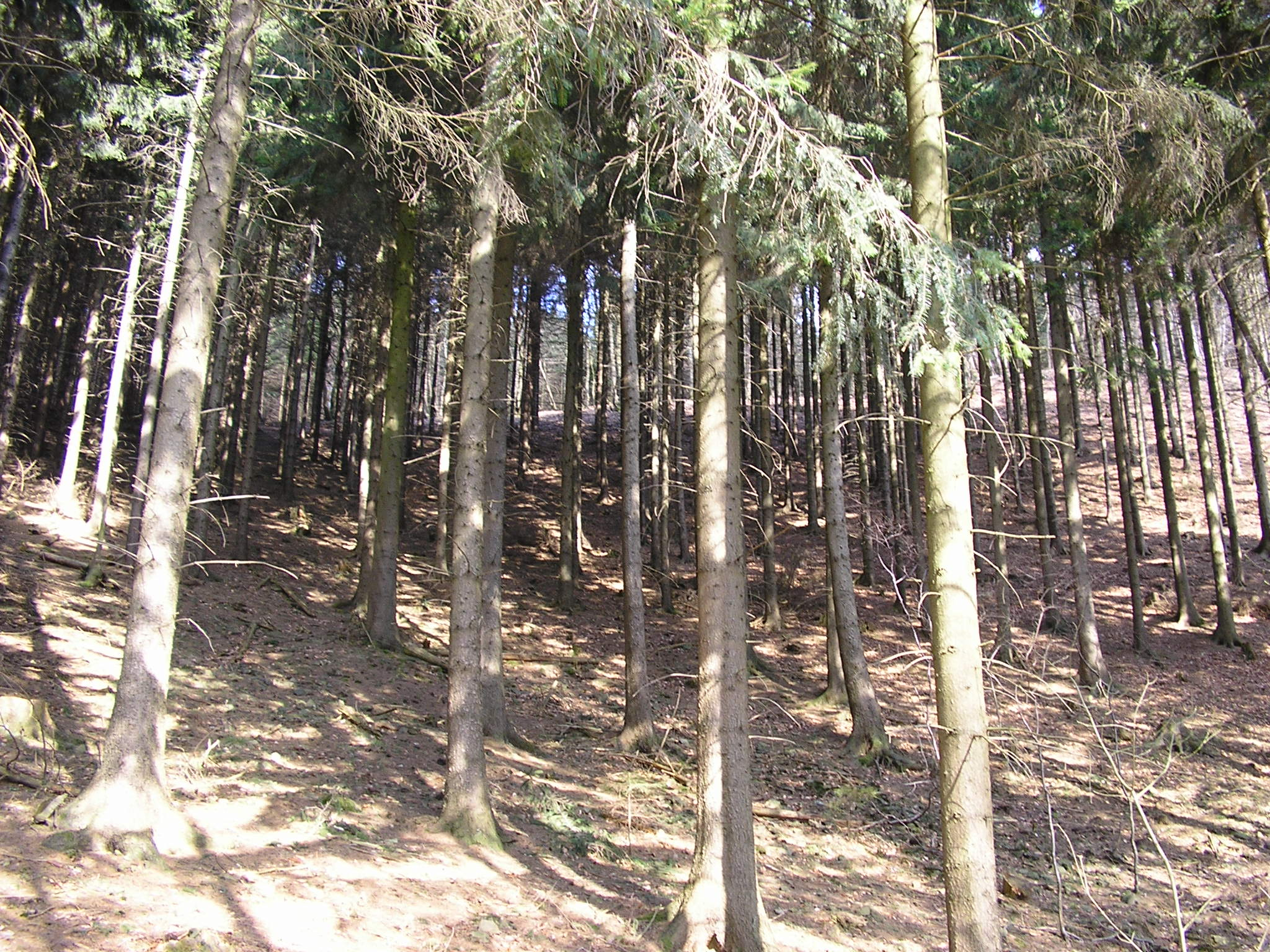
Der Bergwald des Lübbecker Wiehengebirges, hier am Westhang des Wurzelbrinks

Die Stadt hat eine Gesamtfläche von 65 km². Das Stadtgebiet hat eine maximale West-Ost-Ausdehnung von 13 km, die maximale Nord-Süd-Ausdehnung beträgt rund 9 km.
Das Gebiet der Stadt wird überwiegend landwirtschaftlich genutzt. Im Wesentlichen ist nur das Wiehengebirge bewaldet. Eine Übersicht über die Flächennutzung gibt folgende Tabelle (Stand 2014):
| Fläche nach Nutzungsart | Landwirt- schaftsfläche | Wald- fläche | Siedlungs- und Verkehrsfläche | Wasser- fläche | sonstige Nutzung |
| ----------------------- | ----------------------- | ------------ | ----------------------------- | -------------- | ---------------- |
| Fläche in ha            | 3.300                   | 1.357        | 1.513                         | 93             | 241              |
| Anteil an Gesamtfläche  | 50,7 %                  | 20,9 %       | 23,3 %                        | 1,4 %          | 3,7 %            |

Am dichtesten besiedelt ist das fruchtbare Lübbecker Lößland mit einer durchschnittlichen Einwohnerdichte von 600 bis 1000 Einw./km². Die Niederungen südlich des Kanals sind sehr dünn besiedelt. Unbewohnt sind das Wiehengebirge sowie das Große Torfmoor. Der am dichtesten besiedelte Stadtteil ist die Lübbecker Kernstadt mit rund 800 Einw. pro km² gegenüber im Schnitt 250 Bewohnern pro km² in den anderen Stadtteilen.
Der Flächenanteil der landwirtschaftlichen Nutzfläche ist geringer als im Kreisdurchschnitt (66 %), liegt aber leicht über dem Landesdurchschnitt (49,7 %). Die fruchtbaren Böden des Lübbecker Lösslands mit Ackerzahlen von 75 werden überwiegend ackerbaulich genutzt, besonders für Getreide und Hackfrüchte. Vereinzelt kommen auch Sonderkulturen vor, z. B. Erdbeeren und Obstplantagen. Abgesehen von sporadischen Flächen südlich des Gebirges ist das Grünland besonders im Norden mit seinen schlechteren und nasseren Böden vertreten. Ostwärts des Industriegebietes nehmen Wiesen und Weiden fast die gesamte Fläche ein. Innerhalb des Naturschutzgebietes Torfmoor, jedoch noch außerhalb des eigentlichen Moores, erfolgt eine aus ökologischen Gründen beinahe nur extensive weidewirtschaftliche Nutzung, vor allem durch Schafe. Das zentrale Hochmoorgebiet selbst ist aus landwirtschaftlicher Sicht Unland und wird nicht bewirtschaftet.
Die geschlossene Waldfläche des Wiehengebirges in Lübbecke war ursprünglich Buchen-Mischwald und ist heute zum größten Teil zu Fichtenwald umgestaltet. Im Tiefland gibt es nur sehr kleine Haine, die zusammen knapp 1 km² umfassen, u. a. sind dies der Stockhauser Busch, kleine Wälder im Bereich des Jachthafens und die Birkenwälder im Großen Torfmoor. Ein Teil des Moores ist mit geschlossenen Birkenbeständen bewachsen. Der relative Waldanteil ist fast doppelt so hoch wie im Kreisdurchschnitt (11,2 %).
Der relativ große Anteil an „sonstiger Fläche“ ergibt sich durch das Große Torfmoor. Moore, Heide und Unland bedecken rund 3,6 Prozent des Stadtgebietes.

### Nachbargemeinden
Lübbecke ist gänzlich von Gemeinden des Kreises Minden-Lübbecke umgeben. Im Norden liegt jenseits des Mittellandkanals die Stadt Espelkamp. Die gemeinsame Grenze ist rund 10 km lang. Im Osten liegt die Gemeinde Hille. Südlich der Stadt auf der anderen Seite des Wiehengebirges liegt die Gemeinde Hüllhorst. Der Kamm des Gebirges bildet auf rund 10,5 km Länge die südliche Stadtgrenze. Im Westen grenzt Lübbecke an die Stadt Preußisch Oldendorf. Hier bilden der Ostrand des Hollwinkeler Holzes und auf 1 km Länge die Große Aue eine natürliche Grenze.

### Stadtgliederung

Stadtteile

Nach § 3 der Hauptsatzung gliedert sich das Gebiet der Stadt Lübbecke in folgende Ortschaften (Stand: 31. Dezember 2021):
| Ortsteil       | Einwohner | Anteil | Fläche    | Einwohnerdichte |
| -------------- | --------- | ------ | --------- | --------------- |
| Alswede        | 1.026     | 3,9 %  | 2,95 km²  | 348 Einw./km²   |
| Blasheim       | 1.455     | 5,5 %  | 6,46 km²  | 225 Einw./km²   |
| Eilhausen      | 710       | 2,7 %  | 3,59 km²  | 198 Einw./km²   |
| Gehlenbeck     | 3.280     | 12,4 % | 11,13 km² | 295 Einw./km²   |
| Kernstadt      | 15.561    | 58,7 % | 17,81 km² | 874 Einw./km²   |
| Nettelstedt    | 2.479     | 9,4 %  | 8,49 km²  | 292 Einw./km²   |
| Obermehnen     | 1.256     | 4,7 %  | 9,26 km²  | 136 Einw./km²   |
| Stockhausen    | 729       | 2,8 %  | 5,36 km²  | 136 Einw./km²   |
| Stadt Lübbecke | 26.496    | 100 %  | 65,05 km² | 407 Einw./km²   |

Keine Ortschaft im Sinne der Hauptsatzung ist die Kernstadt. Es leben knapp 59 % der Bewohner in der Kernstadt. Für jede Ortschaft wird vom Rat der Stadt ein Ortsvorsteher gewählt. Die Ortschaften sowie die Kernstadt werden im Sprachgebrauch meist als „Stadtteile“ bezeichnet.
Die Bebauung der Ortschaften Gehlenbeck und Eilhausen schließt mittlerweile übergangslos an die der Kernstadt an, wodurch sie ihren eigenen dörflichen Charakter verloren haben. Die meisten Ortschaften und die Kernstadt umfassen jeweils außer den eigentlichen Siedlungskernen mehr oder weniger große Anteile des Wiehengebirges und der siedlungsarmen Fluren im Zuge des Mittellandkanals. Lediglich die Gebiete der Ortschaften Alswede, Blasheim und Stockhausen sind auf den jeweiligen Ort und das unmittelbar an diesen angrenzende Gebiet beschränkt.

### Klima

Niederschlagsverteilung in Lübbecke

Lübbecke liegt in der Norddeutschen Tiefebene im ozeanisch-kontinentalen Übergangsbereich Mitteleuropas von subatlantischem Seeklima und Kontinentalklima. Die Winter sind unter atlantischem Einfluss meist mild, die Sommer mäßig-warm, die Niederschläge relativ gleichmäßig verteilt. Es überwiegen westliche und südwestliche Winde, die Niederschläge mit sich führen. Durch die Lage im Lee von Wiehengebirge und Teutoburger Wald sind die Niederschläge jedoch insgesamt geringer als in den meisten Mittelgebirgsregionen Ostwestfalens, nur die Höhenlagen des Gebirges sind etwas niederschlagsreicher. Die jährliche Niederschlagsmenge beträgt in den nördlichen Teilen der Stadt 680 mm und im Bereich des Gebirges etwa 800 mm.
Die Lufttemperatur beträgt im Jahresdurchschnitt 8,9 °C, wärmster Monat ist der Juli mit 16,9 °C, kältester der Januar mit 0,8 °C. An durchschnittlich 37 Tagen in den Monaten November bis März liegt die mittlere Tagestemperatur unter 0 °C. Die Zahl der Sonnenscheinstunden beträgt 1435 Stunden im Jahr, mit einer jahreszeitlichen Schwankung von 200 Stunden im Juni und 32 Stunden im Dezember. Am 26. August 2010 wurde in Lübbecke mit 143, 3 Liter Regen pro Quadratmeter einer der höchsten Niederschlagsmengen an einem Tage im nordwestdeutschen Raum registriert. An diesem Tag fiel ein Fünftel der Regenmenge, die im Mittel im ganzen Jahr auf Lübbecke niedergeht.

#### Föhn
Lübbecke gilt als Föhnhauptstadt in Ostwestfalen-Lippe (OWL).  Das in Ostwestrichtung verlaufende zwar relativ niedrige Wiehengebirge sorgt aber dafür, dass bei Südwind dieses Wetterphänomen so deutlich auftritt, dass z. B. Menschen mit Föhnsensibilität vermehrt Symptome der Föhnkrankheit (z. B. Kopfschmerzen) haben und in Lübbecke ein deutlich heitereres Wetter herrscht als südlich, jenseits des Gebirges. Am 14. April 2016 z. B. schien auf der Luv-Seite des Wiehengebirges die Sonne lediglich fünf Minuten, während Lübbecke fünf Sonnenscheinstunden vermelden konnte.

## Geschichte

### Ursprünge und Mittelalter

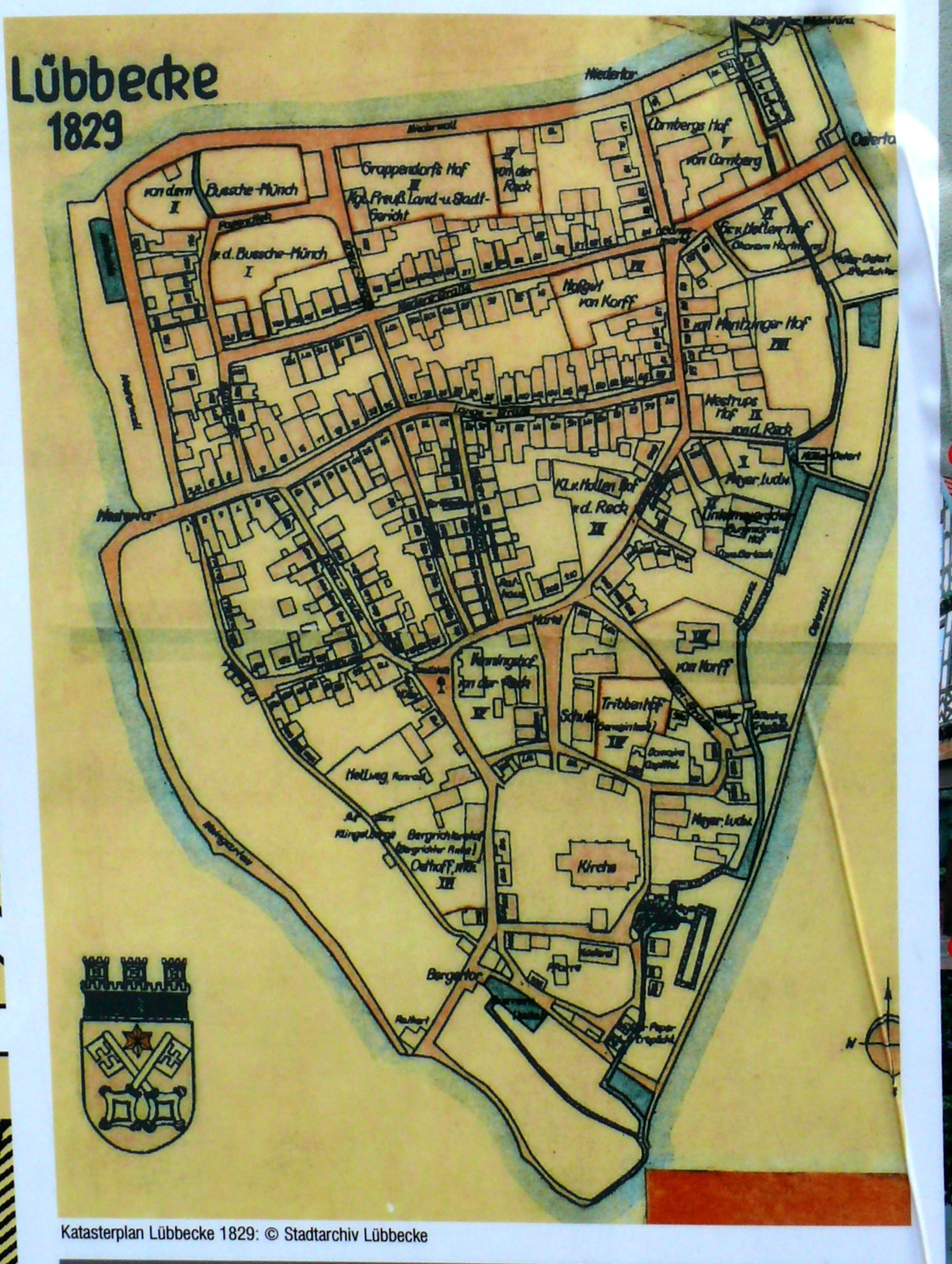
Stadtplan Lübbeckes von 1829

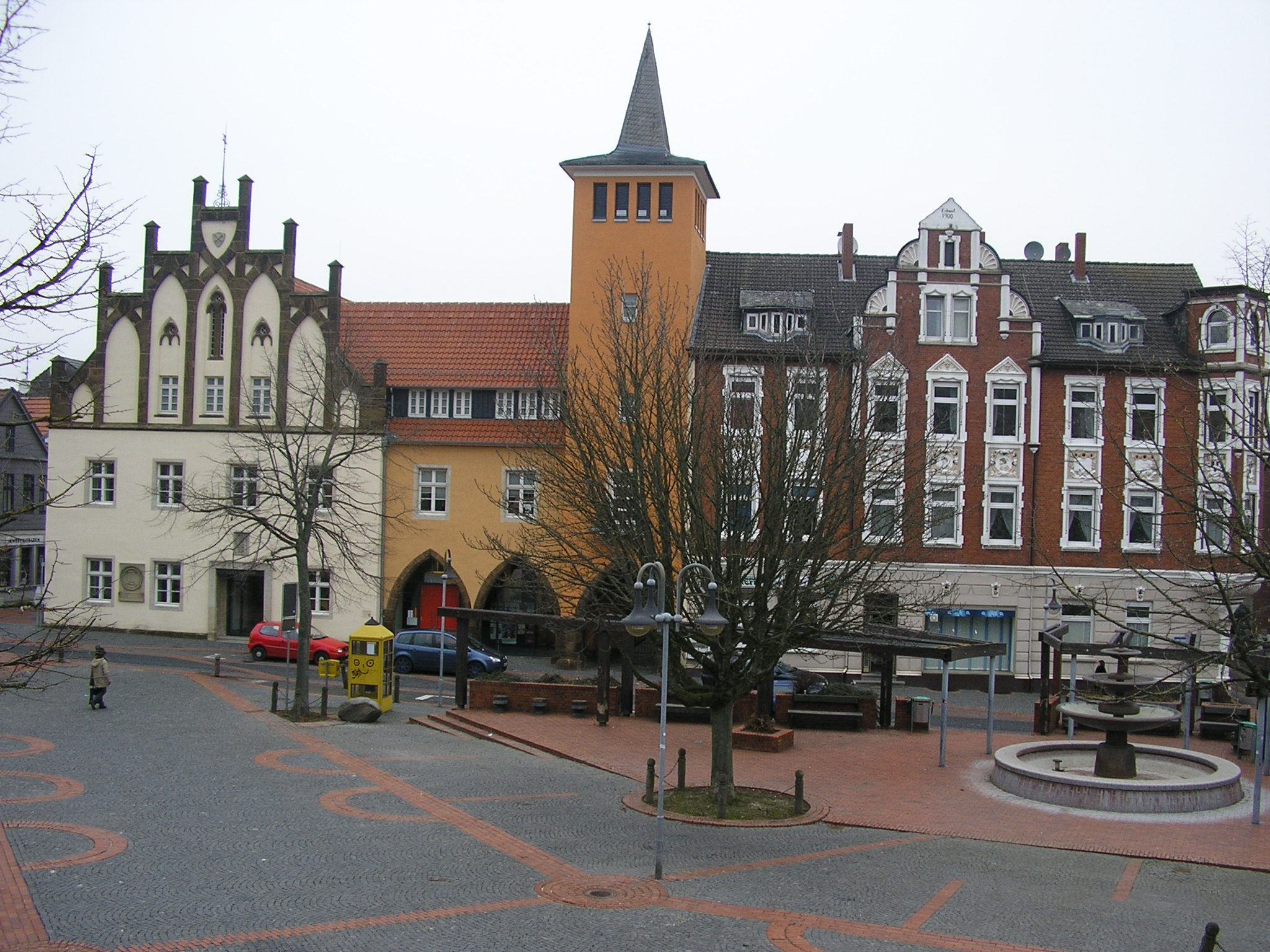
Der zentrale Marktplatz Lübbeckes mit altem Rathaus (links) und dem Wahrzeichen der Stadt, dem Bierbrunnen (rechts)

Der Ort Lübbecke wird schriftlich erstmals 775 als hlidbek in den fränkischen Reichsannalen erwähnt. Damals überfielen Sachsen ein fränkisches Heerlager. Lübbecke war Zentralort des sächsischen hlidbeki-Gau. Zu dieser Zeit könnte in hlidbeki bereits eine Kirche im Zuge der von Karl dem Großen betriebenen Christianisierung der ansässigen sächsischen Engern entstanden sein. Lübbecke war Zentrum eines Urkirchspiels im Bistum Minden und so waren die in der Gegend beheimateten Adelsgeschlechter, wie das Rittergeschlecht von Lübbecke, in der Ministerialität der Bischöfe von Minden.
Im Jahre 1279 wurde Lübbecke durch den Mindener Bischof Volkwin V. von Schwalenberg das Stadtrecht verliehen. Das Gebiet wurde durch die Bischöfe von Minden auch von der Landesburg Reineberg (heute Hüllhorst) aus kontrolliert. Die dort eingesetzten Herren stammten überwiegend aus der Ritterschaft Lübbeckes. Zur Burg gehörten wiederum die Burgmannshöfe in Lübbecke als Lehen. 1806 wurden in der Stadt zwölf dieser Burgmannshöfe verzeichnet. Die Burgmannen hatten außerdem die Mehrheit im Stadtrat, der im 1460 erstmals erwähnten Rathaus tagte.
Ein 1274 in Ahlden an der Aller gegründetes Kanonikerstift wurde nach zwischenzeitlichem Aufenthalt 1280 in Neustadt am Rübenberge um 1295 nach Lübbecke an die St.-Andreas-Kirche verlegt, wo es bis zur Aufhebung im Jahre 1810 bestand. Dem Stift waren 4 Kapitelhöfe in der Stadt zugeordnet. 1549 tagte die Diözesansynode unter Bischof Franz von Waldeck. 1550 wurde die lutherische Reformation eingeführt.

### Frühe Neuzeit
Im Westfälischen Frieden fiel 1648 das nun säkularisierte Hochstift Minden als Fürstentum Minden an den Kurfürsten von Brandenburg. Das Rathaus brannte 1705 nieder und wurde 1709 neu errichtet. Die preußischen Regierungsstellen ordneten 1765 die Teilung der Mark an, die durch die Vergabe von Eintreibesrechten und den Einnahmen aus der Jagd einen großen Teil der Einnahmen der Stadt generierten. Proteste der Lübbecker gegen die Markenteilung blieben erfolglos. Bis zum Anfang des 19. Jahrhunderts wurden die mittelalterlichen Befestigungsanlagen erhalten. Aufgrund der hohen Kosten der Instandhaltung und der nur noch geringen militärischen Zweckmäßigkeit wurden die Befestigungsanlagen bis 1830 geschleift, das Material als Baumaterial verwendet und die Wälle in Promenaden verwandelt.
Bis zur Errichtung des französischen Satellitenstaats Königreichs Westphalen im Jahr 1807 und der damit verbundenen Einführung französischer Verwaltungsstrukturen blieb die Burgmannschaft auch im preußischen Lübbecke ein bedeutender Machtfaktor. Ein Patriziat konnte sich kaum entwickeln. Das gewerbetreibende Bürgertum war aber immerhin mit sechs Senatorensitzen im Stadtrat vertreten und stellte einen bürgerlichen Bürgermeister, der zusammen mit einem adligen Bürgermeister in einer Doppelspitze der Stadt vorstand, jedoch blieben die Ritter bestimmend. Das 1727 von der preußischen Regierung erlassene „Rathäusliche Reglement“ institutionalisierte diese Doppelspitze und sah nur noch zwei Senatorenplätze vor.

### 19. Jahrhundert
Im Königreich Westphalen war Lübbecke von 1807 bis 1810 Hauptstadt des Kantons Lübbecke im Distrikt Minden des Departement der Weser. Der Kanton umfasste neben der Stadt Lübbecke auch Alswede, Hedem, Lashorst, Fabbenstedt, Fiestel, Blasheim, Obermehnen sowie Stockhausen und im Jahr 1808 6.188 Einwohner.
Mit der Annexion großer Teile Norddeutschlands durch Napoleon Bonaparte fiel auch das gesamte Gebiet des späteren Kreises Lübbecke an Frankreich. Im Arrondissement Minden des französischen Départements der oberen Ems wurde ein neu abgegrenzter Kanton Lübbecke gebildet, der in die sechs Mairien Lübbecke, Blasheim, Börninghausen, Gehlenbeck, Holzhausen und Oldendorf unterteilt wurde.
1813 wurde Lübbecke wieder preußisch und nach kurzer Zugehörigkeit zum Zivilgouvernement zwischen Weser und Rhein Teil der preußischen Provinz Westfalen. Nach umfangreichen Verwaltungsreformen und Auflösung des Fürstentums Minden wurde Lübbecke Teil des neugeschaffenen Regierungsbezirks Minden und kam darin 1816 zum neuen Kreis Rahden. 1832 wurde Lübbecke Verwaltungssitz des um Teile des aufgelösten Kreises Bünde vergrößerten Kreises Rahden, der entsprechend in Kreis Lübbecke umbenannt wurde. 1843 erhielt Lübbecke die preußische revidierte Städteordnung.
Wie fast überall in Minden-Ravensberg entwickelte sich zunächst in protoindustrialistischer Form die Textilindustrie, die später mit dem Bau der Köln-Mindener Eisenbahn sowie ihrer 1899 eröffneten Nebenstrecke Bünde-Rahden durch den preußischen Staat gefördert wurde. In Lübbecke entwickelte sich ab etwa 1860 die Zigarrenindustrie zu einem bedeutenden Wirtschaftsfaktor. 1863 gründete August Blase eine Zigarrenfabrik, die 1938 bereits 6000 Beschäftigte aufwies. Darin eingeschlossen waren die Beschäftigten, die in den zahlreichen Filialbetrieben und oft in Heimarbeit in den Buden die Zigarren zuschnitten, rollten und pressten. Die Textil- und Tabakindustrie sind bis heute in Lübbecke vertreten, wenngleich ihre Bedeutung mittlerweile hinter der Bedeutung Maschinenbau und anderer Industriezweige zurückbleibt.

### 20. Jahrhundert
Im Jahre 1907 wurde das letzte Teilstück der Mindener Kreisbahnen bis Lübbecke eröffnet (Minden – Hille – Eickhorst 1903). In den 1950er Jahren erfolgte wegen der Güterbeförderung die Umstellung der meterspurigen Schmalspurbahn auf Normalspurbetrieb. Der Betrieb wurde 1974 eingestellt und die Gleise zwischen Hille und Lübbecke abgebaut. Im Jahre 1912 wurden die ersten Häuser an die elektrische Versorgung durch die Niedersächsischen Kraftwerke angeschlossen. Bereits 1899 wurde als Vorläufer der heutigen Stadtwerke die Gasfabrik am Hahlerbaum gegründet. Ab 1934 verfügte Lübbecke über eine zentrale Wasserversorgung.

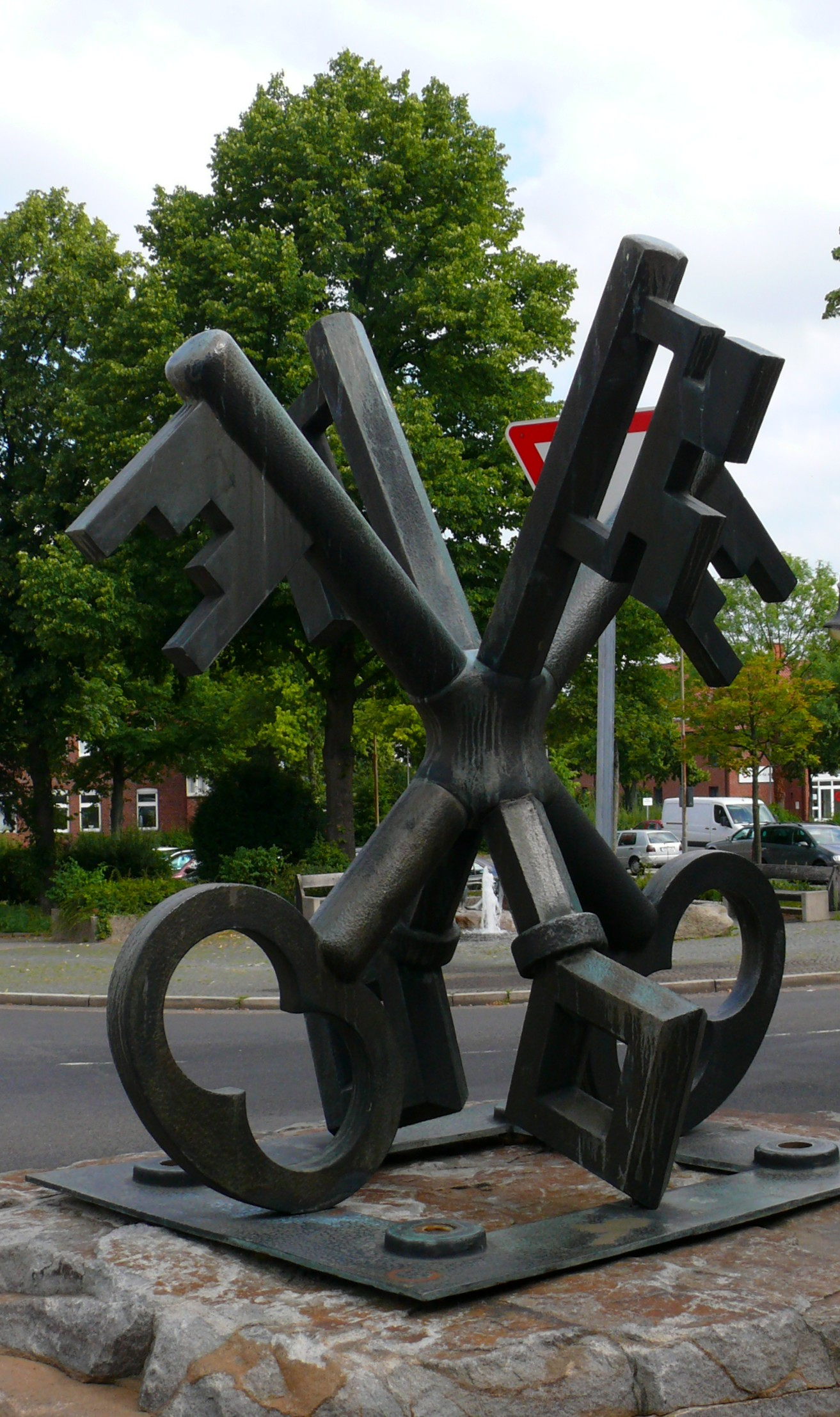
Das Schlüsseldenkmal auf dem Gänsemarkt

Während des Dritten Reichs wurde 1938 mit dem Bau der NS-Gau-Schulungsburg für den Gau Westfalen-Nord oberhalb des Lübbecker Schützenplatzes begonnen, an dem viele Bürger durch Arbeitsstunden und Geldspenden beteiligt waren. Die Einweihung fand im Sommer 1939 statt.
Im Zweiten Weltkrieg bezog in Lübbecke und in den umliegenden Dörfern im Oktober 1944 die Waffen-SS in Vorbereitung der Ardennenoffensive Quartier. Der Stab der Waffen-SS wurde in der Gauschulungsburg untergebracht, die auf Initiative des Lübbecker NSDAP-Kreisleiters Ernst Meiring gebaut und am 11. Juni 1939 vom Gauleiter von Westfalen-Nord, Alfred Meyer, eingeweiht worden war. Im November zog die Waffen-SS ab, die beschlagnahmten Gebäude wurden wieder frei. Lübbecke wurde von Bombenabwürfen weitgehend verschont und kaum zerstört, da es als Hauptquartier der britischen Besatzungsmacht vorgesehen war.
Am 3. April 1945 wurde Lübbecke von britischen Truppen ohne größeren Widerstand besetzt. Das Hauptquartier der Briten wurde zwar im nahen Bad Oeynhausen  errichtet, Lübbecke erhielt aber Verwaltungsinstanzen und militärische Stabsstellen. Dazu wurden 251 von 432 Häusern in Lübbecke als Wohnraum für die Alliierten beschlagnahmt und fast die ganze Innenstadt als eine exterritorialen Zone abgeriegelt, weil alle wesentlichen Verwaltungsgebäude der städtischen Infrastruktur an die Briten gingen. Das Finanzamt an der Kaiserstraße wurde als Sitz der britischen Zonenhauptverwaltung gewählt. Dieses Gebäude blieb auch nach Gründung der Bundesrepublik Sitz britischer Militärstäbe, zuletzt des Hauptquartiers der 2. Britischen Panzerdivision, die 1983 abzog. Das Schlüsseldenkmal auf dem Gänsemarkt erinnert an „den Aufenthalt des Hauptquartiers der 2. britischen Panzerdivision in Lübbecke 1958–1982. … Die 2. Panzerdivision und die Stadt Lübbecke haben gekreuzte Schlüssel als Emblem. Die doppelt gekreuzten Schlüssel der Skulptur symbolisieren die enge Freundschaft, die zwischen dem Hauptquartier und der Stadt während dieses Zeitraums bestand.“
Am 17. Oktober 1948 wurde der erste Stadtrat nach dem Kriege frei gewählt.

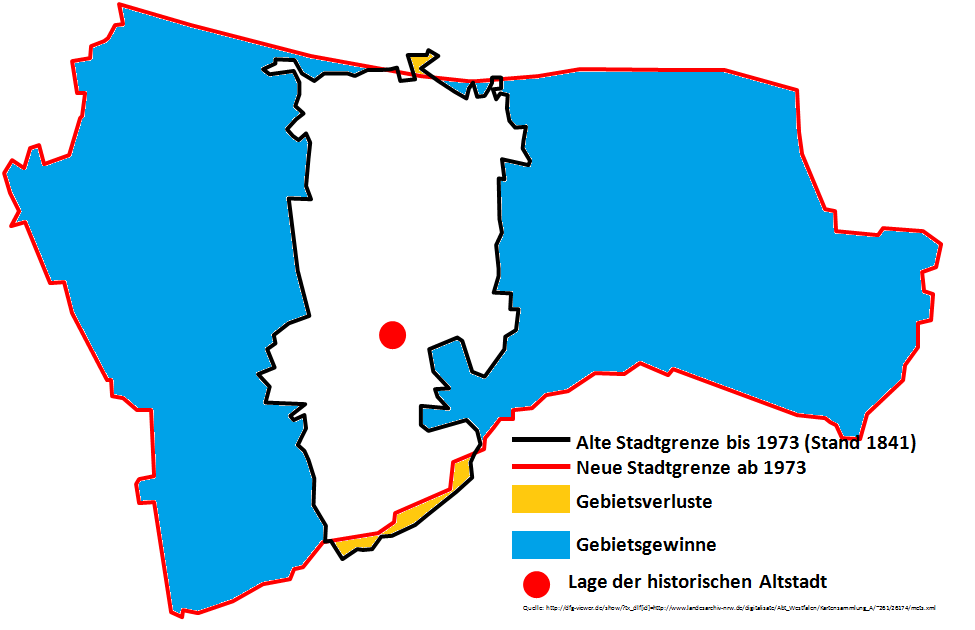
Das Territorium der Stadt Lübbecke vor und nach der Gebietsreform – Lübbecke konnte die Fläche mehr als verdreifachen, musste aber auch Gebiete abtreten, die jahrhundertelang zur Stadt gehörten

Bei der Kommunalreform gemäß dem Bielefeld-Gesetz, das am 1. Januar 1973 in Kraft trat, wurden die Kreise Minden und Lübbecke zum Kreis Minden-Lübbecke fusioniert und die Kreisverwaltung in Minden konzentriert. Die Stadt Lübbecke wurde zugleich um die Gemeinden Blasheim, Gehlenbeck, Eilhausen, Nettelstedt und den südlich des Mittellandkanals gelegenen Teil der Gemeinde Alswede (Bauerschaft Alswede) vergrößert. Im Süden gewann die Stadt den Reineberger Hagen hinzu.
Bis zu dieser Gebietsneugliederung bildeten die jetzigen Ortschaften eigene Gemeinden im Amt Gehlenbeck (Nettelstedt, Eilhausen, Gehlenbeck) oder waren gemeindeangehörige Bauerschaften (Obermehnen, Blasheim, Stockhausen und Alswede). Obermehnen, Stockhausen sowie die namensgebende Bauerschaft Blasheim gehörten zur Gemeinde Blasheim (Amt Preußisch Oldendorf). Die Bauerschaft Alswede war für die Gemeinde und das Amt Alswede namensgebend.
Die eingegliederten Gebiete lagen ganz überwiegend südlich des Mittellandkanals, der seit 1973 die Grenze zur Stadt Espelkamp bildet. Im Süden hatte Lübbecke einen einst zur Gemeinde Ahlsen-Reineberg (Amt Hüllhorst) gehörenden Teil des Wiehengebirges, den Reineberg und die Nordabdachung des Heidbrinks, also den Reineberger Hagen, erhalten, musste dafür aber einen rund 57 Hektar großen Waldstreifen an Hüllhorst abtreten; die Grenze wurde auf den Kammweg zurückverlegt.

### Einwohnerentwicklung

Bevölkerungsentwicklung in Lübbecke von 1885 bis 2007

Lübbecke nach dem damaligen Gebietsstand
| Jahr                 | Einwohner |
| -------------------- | --------- |
| 1885 (1. Dezember) ¹ | 2.871     |
| 1900 (1. Dezember) ¹ | 3.636     |
| 1910 (1. Dezember) ¹ | 4.296     |
| 1925 (16. Juni) ¹    | 4.434     |
| 1939 (17. Mai) ¹     | 6.073     |

| Jahr                   | Einwohner |
| ---------------------- | --------- |
| 1950 (13. September) ¹ | 8.549     |
| 1961 (6. Juni) ¹       | 10.498    |
| 1970 (27. Mai) ¹       | 11.290    |
| 1972 (31. Dezember)    | 11.489    |

Lübbecke nach dem heutigen Gebietsstand
| Jahr                | Einwohner |
| ------------------- | --------- |
| 1961 (6. Juni) ¹    | 19.700    |
| 1970 (27. Mai) ¹    | 20.822    |
| 1972 (31. Dezember) | 21.264    |
| 1974 (30. Juni)     | 21.265    |
| 1975 (31. Dezember) | 21.098    |
| 1980 (31. Dezember) | 21.468    |
| 1985 (31. Dezember) | 22.081    |
| 1987 (25. Mai) ¹    | 22.191    |
| 1990 (31. Dezember) | 23.695    |
| 1995 (31. Dezember) | 25.301    |

| Jahr                | Einwohner |
| ------------------- | --------- |
| 2000 (31. Dezember) | 25.908    |
| 2001 (31. Dezember) | 25.937    |
| 2002 (31. Dezember) | 26.342    |
| 2003 (31. Dezember) | 26.318    |
| 2004 (31. Dezember) | 26.263    |
| 2005 (31. Dezember) | 26.261    |
| 2007 (31. Dezember) | 26.044    |
| 2012 (31. Dezember) | 25.467    |
| 2015 (31. Dezember) | 25.462    |
| 2017 (31. Dezember) | 25.499    |

Fußnote
1 Volkszählungsergebnis

## Religion
Die evangelisch-lutherische Bevölkerung in Lübbecke gehört zum Kirchenkreis Lübbecke mit Gemeinden in Lübbecke, Blasheim, Gehlenbeck und Nettelstedt; ein Teil der Kirchengemeinde Alswede ebenfalls in Lübbecke.
Einzige katholische Gemeinde in Lübbecke mit einem Gotteshaus am Niederwall ist St. Johannes Baptist. Daneben gibt es einige weitere christliche Kirchen und Gemeinschaften weiterer Religionen, beispielsweise die DITIB – Türkisch Islamische Gemeinde zu Lübbecke e. V in Gehlenbeck.

## Politik
- Linke: 1
- Grüne: 6
- SPD: 14
- LK: 1
- WL: 3
- FDP: 2
- CDU: 11

### Rat
Der Rat der Stadt Lübbecke hat derzeit 38 Sitze. Hinzu kommt der Bürgermeister als Ratsvorsitzender. Die folgende Tabelle zeigt die Kommunalwahlergebnisse seit 1975:
| [ 19 ] [ 20 ] [ 21 ] | 2020  | 2020  | 2014  | 2014  | 2009  | 2009  | 2004  | 2004  | 1999  | 1999  | 1994  | 1994  | 1989  | 1989  | 1984  | 1984  | 1979  | 1979  | 1975  | 1975  |
| Partei               | Sitze | %     | Sitze | %     | Sitze | %     | Sitze | %     | Sitze | %     | Sitze | %     | Sitze | %     | Sitze | %     | Sitze | %     | Sitze | %     |
| -------------------- | ----- | ----- | ----- | ----- | ----- | ----- | ----- | ----- | ----- | ----- | ----- | ----- | ----- | ----- | ----- | ----- | ----- | ----- | ----- | ----- |
| SPD                  | 14    | 36,98 | 16    | 42,22 | 15    | 38,04 | 14    | 38,29 | 14    | 36,76 | 18    | 42,39 | 20    | 49,95 | 19    | 48,63 | 20    | 52,03 | n/v   | 48,12 |
| CDU                  | 11    | 28,66 | 11    | 29,83 | 14    | 35,61 | 13    | 35,00 | 16    | 42,42 | 14    | 34,49 | 12    | 30,94 | 15    | 37,24 | 16    | 41,05 | n/v   | 38,70 |
| Grüne                | 6     | 17,19 | 3     | 9,33  | 3     | 8,61  | 3     | 7,41  | 2     | 5,67  | 4     | 10,16 | 4     | 9,90  | 3     | 8,38  | –     | –     | –     | −     |
| FDP                  | 2     | 4,35  | 2     | 4,11  | 3     | 7,46  | 3     | 6,80  | 2     | 5,16  | 0     | 4,54  | 3     | 9,20  | 2     | 5,75  | 3     | 6,92  | n/v   | 7,17  |
| WL1                  | 3     | 7,05  | 4     | 9,53  | 2     | 5,50  | 3     | 7,37  | 4     | 9,99  | 3     | 8,41  | –     | –     | –     | –     | –     | –     | –     | −     |
| LK2                  | 1     | 3,07  | 2     | 4,91  | 1     | 3,85  | 2     | 5,06  | –     | –     | –     | –     | –     | –     | –     | –     | –     | –     | –     | −     |
| Linke                | 1     | 2,70  | –     | –     | –     | –     | –     | –     | –     | –     | –     | –     | –     | –     | –     | –     | –     | –     | –     | –     |
| Einzelbewerber       | –     | –     | 0     | 0,06  | 0     | 0,93  | 0     | 0,08  | –     | –     | –     | –     | –     | –     | –     | –     | –     | –     | –     | −     |
| FWG3                 | –     | –     | –     | –     | –     | –     | –     | –     | –     | –     | –     | –     | –     | –     | –     | –     | –     | –     | n/v   | 6,01  |
| Gesamt4              | 38    | 100   | 38    | 100   | 38    | 100   | 38    | 100   | 38    | 100   | 39    | 100   | 39    | 100   | 39    | 100   | 39    | 100   | n/v   | 100   |
| Wahlbeteiligung      | 52,16 | 52,16 | 47,88 | 47,88 | 56,57 | 56,57 | 59,02 | 59,02 | 59,11 | 59,11 | 83,54 | 83,54 | 69,91 | 69,91 | 73,12 | 73,12 | 78,04 | 78,04 | 87,15 | 87,15 |

1Wählergemeinschaft Lübbecke

2Lübbecke Konkret

3Freie Wählergemeinschaft

4ohne Berücksichtigung von Rundungsdifferenzen

### Bürgermeister
Bei der Bürgermeisterwahl am 13. September 2020 wurde der SPD-Kandidat Frank Haberbosch mit 55,99 % der Stimmen im Amt bestätigt. Er hatte sich 2015 mit 59,00 % gegen Dirk Raddy (CDU) mit 41,00 % durchgesetzt. Der vorherige Amtsinhaber Eckhard Witte (CDU) stand nicht mehr für eine Wiederwahl zur Verfügung.

### Wappen

Altes Wappen

Das Wappen zeigt in Silber (Weiß) einen roten Torbau mit zwei gezinnten Türmen und blauem, offenen Tor mit zwei silbernen (weißen) schräggestellten Schlüsseln mit abgewendeten Bärten; zwischen den Türmen ein goldener (gelber) sechsstrahliger Stern.
Das Recht zur Führung dieses Wappens, einer Flagge und eines Siegels wurde der Stadt am 7. Oktober 1974 durch den Regierungspräsidenten verliehen. Die Flagge der Stadt zeigt dieses Wappen auf einer von Rot und Weiß längsgestreiften Flagge. Die Umrisse des Wappens werden ebenfalls im Stadtsiegel gezeigt.
Der sechsstrahlige Stern, der auch in den Wappen des aufgelösten Kreises Detmold, der Stadt Preußisch Oldendorf sowie Schieder-Schwalenberg auftaucht, steht in enger Verbindung mit dem Adelsgeschlecht derer von Schwalenberg. In das Wappen Lübbeckes gelangte dieses Symbol durch die Stadtrechtsverleihung von 1279 des Mindener Bischofs Volkwin V. von Schwalenberg, dessen gekreuzten Schlüssel, die Schlüssel des Heiligen Petrus, ebenfalls Bestandteil des Lübbecker Wappens sind.
Die ältesten Darstellungen des Wappens zeigen statt der Schlüssel einen Bischof auf einem Thron unter einem Torbogen. Spätere Darstellungen aus dem 14. Jahrhundert zeigen lediglich die Schlüssel und den Stern. Anfänglich war der Stern in einem separaten Schild abgebildet. Im 16. Jahrhundert wurde das Wappen nur noch größtenteils in silber (weiß) und rot dargestellt und der separate Schild für den Stern entfiel. Die Farben Silber und Rot, die auch heute noch das Wappen dominieren, sind die Farben der Bischöfe von Minden. Nach der Gebietsreform führt die Stadt Lübbecke das Wappen in seiner heutigen Form.

### Städtepartnerschaften
Lübbecke unterhält Partnerschaften zu folgenden Gemeinden:
- Bayeux in Frankreich seit 1968: Die Partnerschaft konzentriert sich derzeit auf den Schüleraustausch und Berufspraktika. Die Kantorei an St. Andreas ist – gemeinsam mit der Dorchester Choral Society – befreundet mit dem Orphéon de Bayeux, einer Chorvereinigung.
- Dorchester in Dorset, Vereinigtes Königreich seit 1973: gemeinsame Sport- und Musikveranstaltungen, kirchliche Aktivitäten. Berufskolleg in Lübbecke hat Partnerschaft mit dem College im nahegelegenen Exeter.
- Tiszakécske im Komitat Bács-Kiskun, Ungarn seit 1989: basiert auf sportlichen Beziehungen der örtlichen Vereine. Das Lübbecker Handwerksbildungszentrum hat ein westfälisches Fachwerkhaus in Ungarn erbaut.
- Bad Liebenwerda in Brandenburg, Deutschland seit 1990: besonders in der Aufbauphase der Stadtverwaltung Hilfe durch Lübbecke

### Patenschaft
Die Stadt unterhält seit 1960 eine Patenschaft mit der Bundesheimatgruppe Striegau Stadt und Land e. V. In einer Heimatstube im Museum der Stadt Lübbecke werden die Erinnerungen an die Heimat der Striegauer in Schlesien bewahrt, die nach dem Krieg vertrieben wurden. Seit 1986 hängt in der Mauer des Burgmannshofes die Glocke der katholischen Kirche in Striegau. Alle zwei Jahre findet in Lübbecke das Bundesheimattreffen der ehemaligen Striegauer Bürger statt. Die alte Striegauer Glocke läutet dieses ein.

## Kultur und Sehenswürdigkeiten

### Theater
Die 1923 gegründete Freilichtbühne Nettelstedt ist eine Amateurtheaterbühne mit rund 900 Plätzen. Die Freilichtbühne Kahle Wart liegt unmittelbar an der Grenze der Stadt, allerdings bereits auf Hüllhorster Gebiet. In der bei Theaterveranstaltungen etwa 650 Zuschauer fassenden Stadthalle finden regelmäßig Schauspiele und Konzerte durch Gastensembles statt.

### Musik
Die zahlreichen Posaunenchöre, beispielsweise der Posaunenchor Nettelstedt, sind aus pietistischen Posaunenbewegungen des späten 19. Jahrhunderts hervorgegangen und existieren bis heute fort. Zur Kirche St. Andreas gehört eine gleichnamige Kantorei.
In Lübbecke gibt es den Jazzclub Lübbecke. In Gehlenbeck wurde 1922 ein „Volkschor“ gegründet. Die Idee stammte von den Arbeitern der damals zahlreichen Zigarrenfabriken, die bei der Arbeit oft Lieder sangen und ihrem Zeitvertreib nun in einem Verein nachkommen wollten.
Das Sinfonieorchester Lübbecke wurde 1950 als eingetragener Verein gegründet und konnte in der Konzertsaison 2009/2010 seinen 60. Geburtstag feiern. Solisten werden unter anderem aus dem Kreis der Lehrer der Musikschule Pro Musica Lübbecke gewonnen.

### Museen

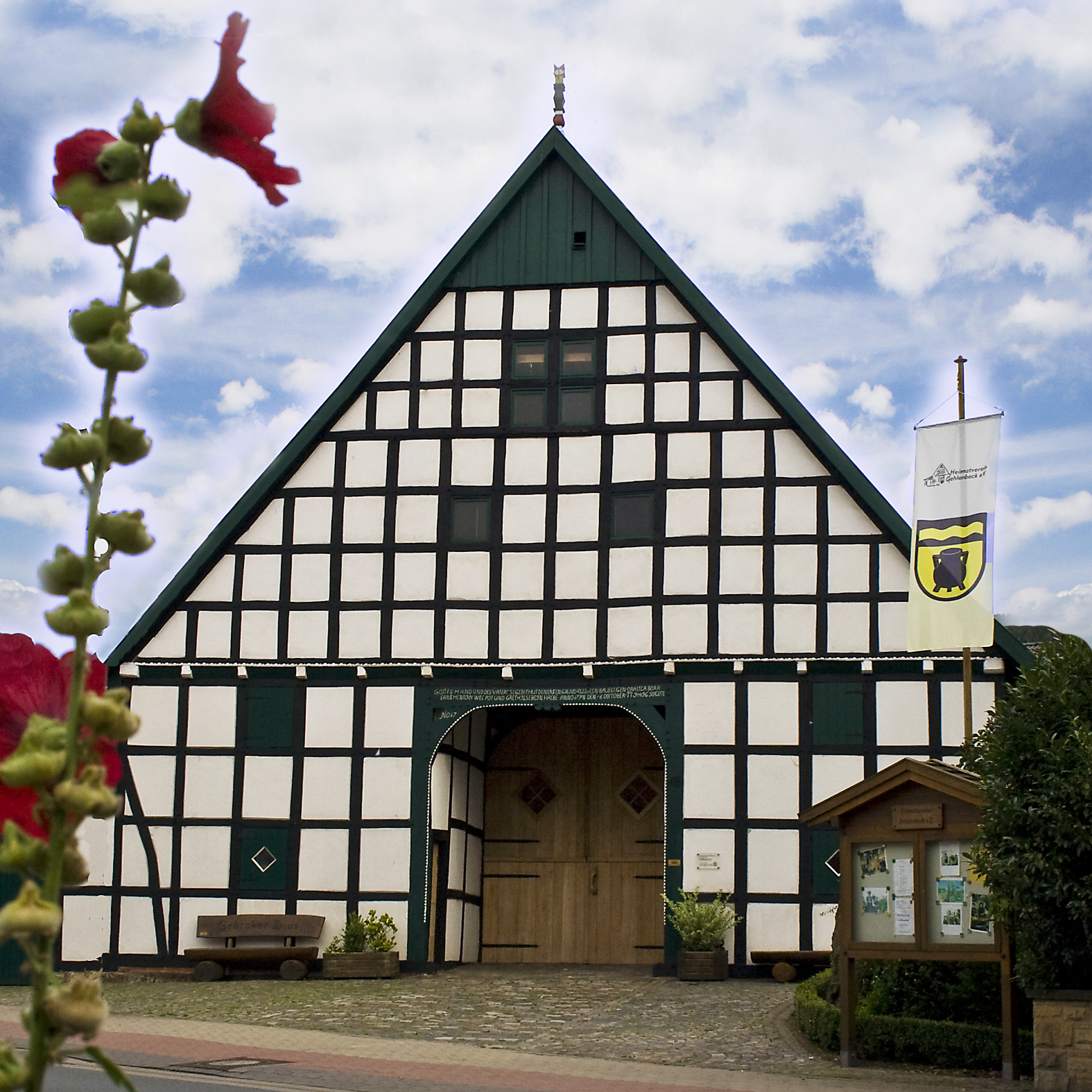
Gehrmker Hius Gehlenbeck

- Brauereimuseum Barre’s Brauwelt: Das Museum zeigt in einem ehemaligen Lagerkeller der örtlichen Brauerei die Geschichte der Brauerei und des Bierbrauens ganz allgemein.
- Museum der Stadt Lübbecke: Im alten Rathaus am Markt werden eine umfangreiche Trachtensammlung, eine Zigarrenmacherstube und eine Schusterwerkstatt sowie weitere Exponate zur Stadtgeschichte ausgestellt, darunter Münzen, Waffen, Gemälde und Silberschmuck aus dem 16. bis 19. Jahrhundert. Die ältesten Funde stammen aus der Bronzezeit. Die stadtgeschichtliche Sammlung verdankt sich zum Gutteil dem Lübbecker Kaufmann Rudolf Hunke († 1930). Außerdem beherbergt das Museum der Stadt Lübbecke die Striegauer Sammlung (bis 2007: Heimatstube Striegau) zur Geschichte und Kultur der schlesischen Stadt Striegau und über den größten Sohn Striegaus, den Dichter Johann Christian Günther.[26]
- Das Gehrmker Hius in Gehlenbeck bietet einen Einblick in das Dorfleben vergangener Zeiten.

### Bauwerke in Lübbecke

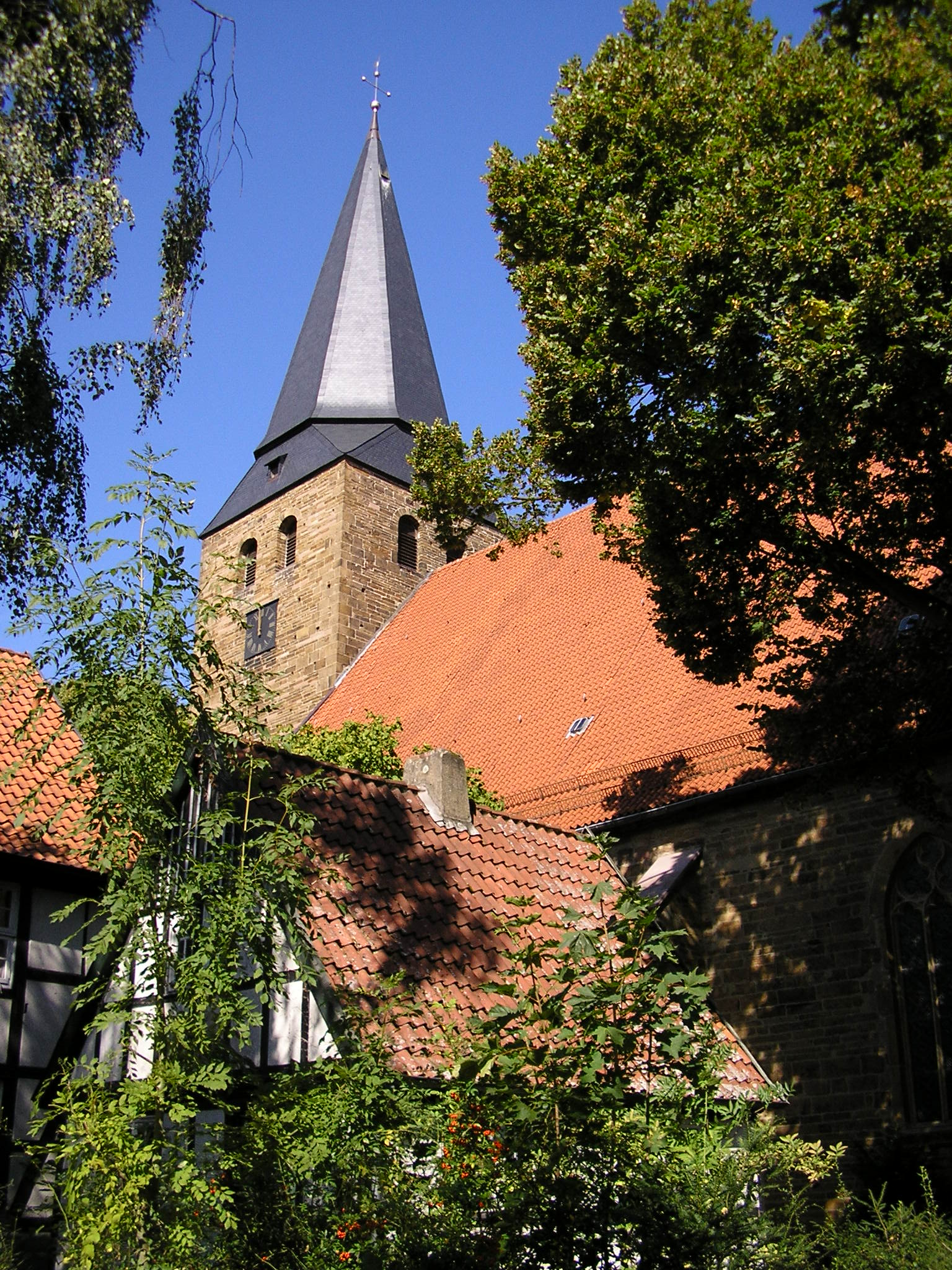
St. Andreas in Lübbecke

- Evangelische Pfarrkirche St. Andreas. Die Kirche wurde 1160 bis 1180 im romanischen Stil errichtet und 1350 in eine gotische Hallenkirche umgewandelt.
- Die Ruine der Burg Reineberg befindet sich auf dem Reineberg, dem Hausberg der Lübbecker. Die 1221 urkundlich erstmals erwähnte Anlage wurde 1723 weitgehend abgebrochen. Heute sind nur noch Wall- und Grabenreste zu erkennen.
- Ehemaliges Rathaus (Kultur- und Medienzentrum). Das 1460 erstmals erwähnte Rathaus wurde nach einem Stadtbrand im Jahre 1709 weitgehend neu errichtet. Es handelt sich um einen zweigeschossigen verputzten Massivbau mit Satteldach. Bei den 1861 erfolgten Umbaumaßnahmen wurde er mit einem neugotischen Stufengiebel versehen. Der östliche Anbau mit anschließendem Feuerwehrturm, dessen spitzbogige Erdgeschossarkaden die Formen des Giebels aufgreifen, wurde erst 1936 hinzugefügt. 2006–2007 wurde das Gebäude zu einem Kultur- und Medienzentrum umgebaut und im rückwärtigen Bereich um einen Anbau erweitert.
- Wohnbauten. Obwohl Lübbecke von den Zerstörungen des Zweiten Weltkrieges weitgehend verschont blieb, bietet die Altstadt mittlerweile kein geschlossenes Bild mehr. Noch bis zur Mitte des 20. Jahrhunderts wurden die Straßen von einfachen giebelständigen Fachwerkbauten geprägt, die mehrheitlich aus dem 18. und 19. Jahrhundert stammten. Etliche von ihnen waren mit Utluchten versehen. Erst die seit Ende der 1960er Jahre durchgeführte Stadtsanierung führte innerhalb des historischen Baubestandes zu erheblichen Verlusten. Besonders stark betroffen war der Marktplatz, dessen Neubebauung mit Wohn- und Geschäftshäusern 1966 u. a. der Tribbenhof zum Opfer fiel. 1975 wurde mit Blüttenstraße 6 einer der schönsten Fachwerkbauten der Stadt abgebrochen, dessen Giebel über Knaggen zweifach vorkragte. Unter den noch erhaltenen steinernen Wohnbauten ragt das Haus der Fabrikantenfamilie Hecht, Ostertorstr. 7 hervor. Der klassizistische Putzbau mit Mittelrisalit wurde 1832 als Hotel „Berliner Hof“ erbaut. Die in den 1950er Jahren entfernte Freitreppe wurde in den 1990er Jahren rekonstruiert. An der Niedertorstraße liegt die so genannte Alte Apotheke. Das zweigeschossige Fachwerkhaus mit Mansarddach wurde 1820 errichtet. – Weitere Fachwerkbauten haben sich u. a. an der Langen Straße (so z. B. Nr. 23, 25, 26 und 44) und in der näheren Umgebung der Andreaskirche erhalten, darunter die Kurie des Stiftsdekans, Pfarrstraße 3 aus dem späten 18. Jahrhundert. Am Wilhelmsplatz 1 liegt etwas erhöht das eingeschossige Pfarrwitwenhaus, dessen Geschichte sich bis in das 18. Jahrhundert zurückverfolgen lässt. Es wurde 2002 umfassend saniert und dient heute als Gästehaus.
- Burgmannshof von der Recke, Am Markt 19 (Heimatmuseum). Der zweigeschossige verputzte Massivbau mit Freitreppe ist über dem Hauptportal 1735 bezeichnet, im Kern aber vermutlich älter. Erhalten ist neben dem Herrenhaus ein Teil der Hofmauer und des Tores sowie der 1985 restaurierte Speicher.
- Grapendorfs Hof (Bürgerbegegnungsstätte), Gerichtsstraße 5. Von der ehemals aus mehreren Gebäuden bestehenden Hofanlage blieb nur das Herrenhaus erhalten, das im Kern noch aus dem Ende des 16. Jahrhunderts stammen soll. Bei einem Stadtbrand 1734 beschädigt, wurde der Hof noch im selben Jahr wiederhergestellt. Es präsentiert sich heute als schlichter, siebenachsiger Putzbau mit Mansarddach, dessen Freitreppe aus verkehrstechnischen Gründen in jüngerer Zeit entfernt wurde. 1828 wurde der einstige Burgmannshof vom Fiskus erworben, um ihn als Stadtgericht nutzen zu können. 1845–1846 erweiterte man das Gebäude um einen nördlichen, ebenfalls siebenachsigen Anbau, der als Kreisgefängnis diente. 1988, nach der Verlegung des Amtsgerichtes in ein größeres Gebäude, ging der Komplex in das Eigentum der Stadt über, die ihn anschließend zu einer Bürgerbegegnungsstätte umwandelte. Diese konnte 1993 eröffnet werden. Das alte Amtsgericht wird heute von zahlreichen Gruppen genutzt.
- Brauerei Barre. Die ältesten Gebäudeteile wurden kurz nach Gründung der Brauerei im Jahre 1842 errichtet. Überragt wird die Anlage von dem mit einem gotisierenden Turm geschmückten Sudhaus.
- Auf dem zweithöchsten, dafür aber zur Gänze zur Stadt gehörenden Berg Wurzelbrink (319 m ü. NN) steht der im 19. Jahrhundert erbaute Wartturm.
- Bierbrunnen: der 1954 von Ernst-Ludwig Barre gestiftete Brunnen steht am Burgmannshof und spendet zum Bierbrunnenfest einmal im Jahr Bier.
- Die denkmalgeschützte Villa August Wilhelm Blase.

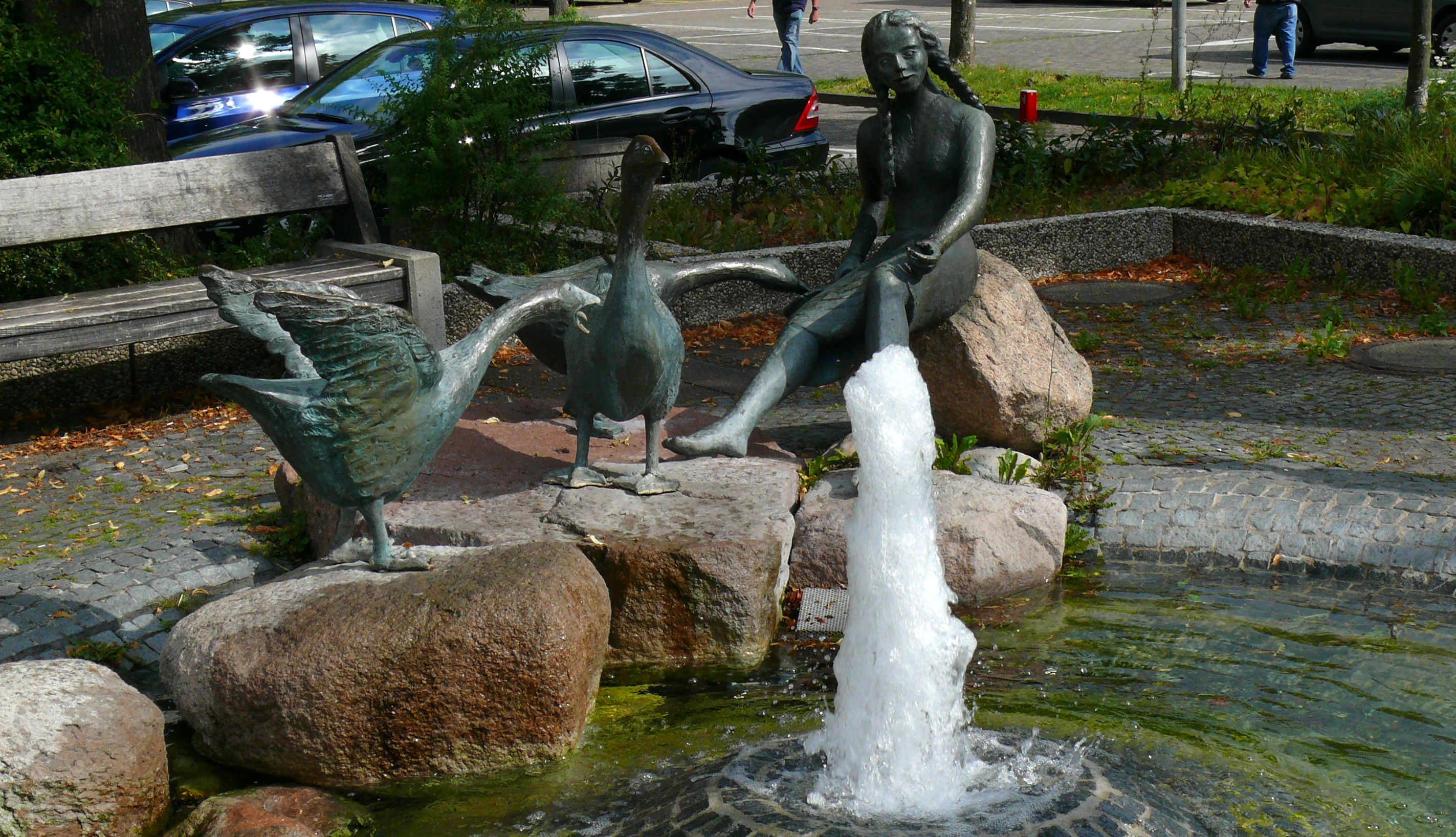
Gänseliesel auf dem Gänsemarkt
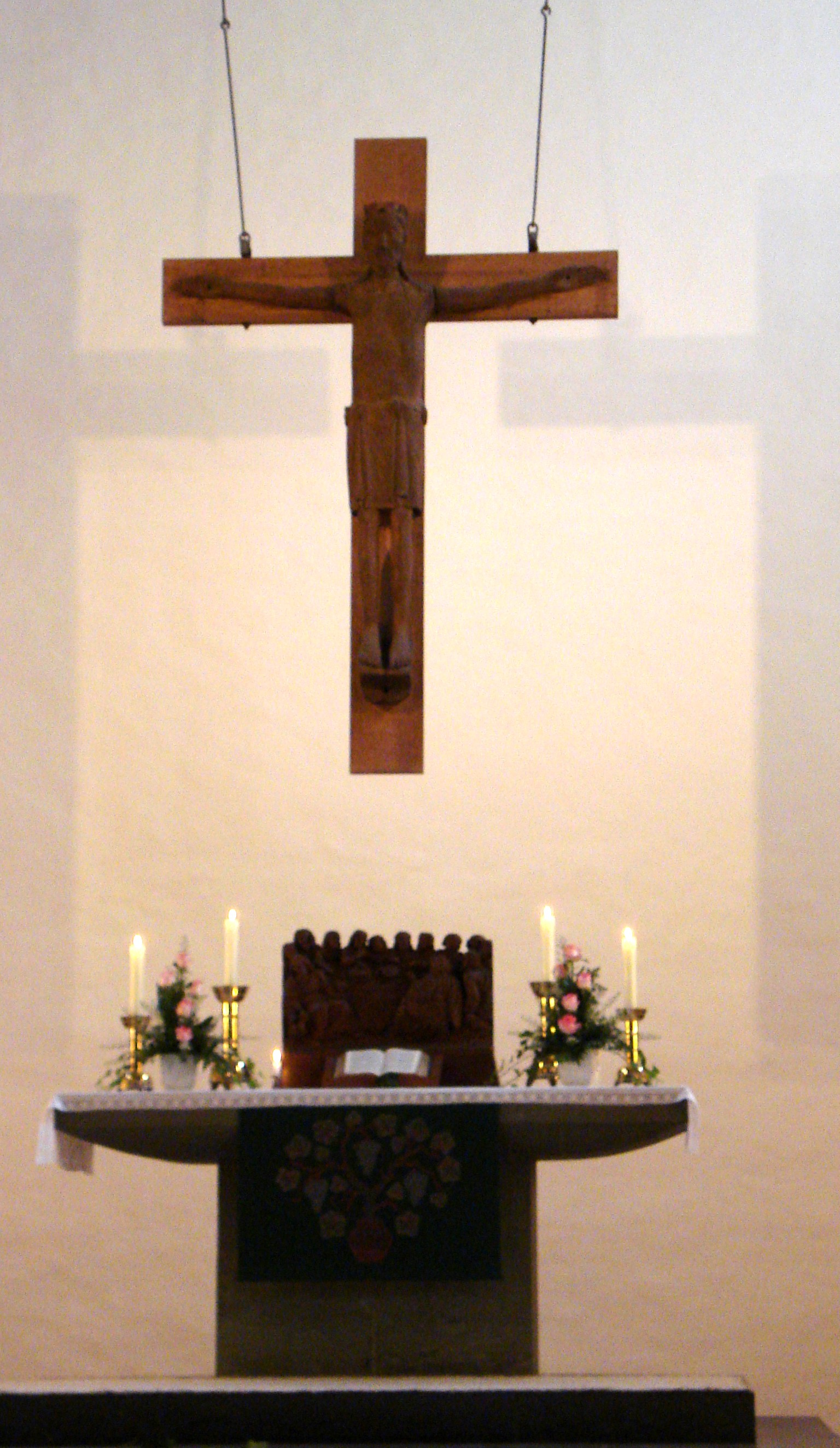
Altar mit westfälischem Abendmahl und Kruzifix in der St. Andreaskirche
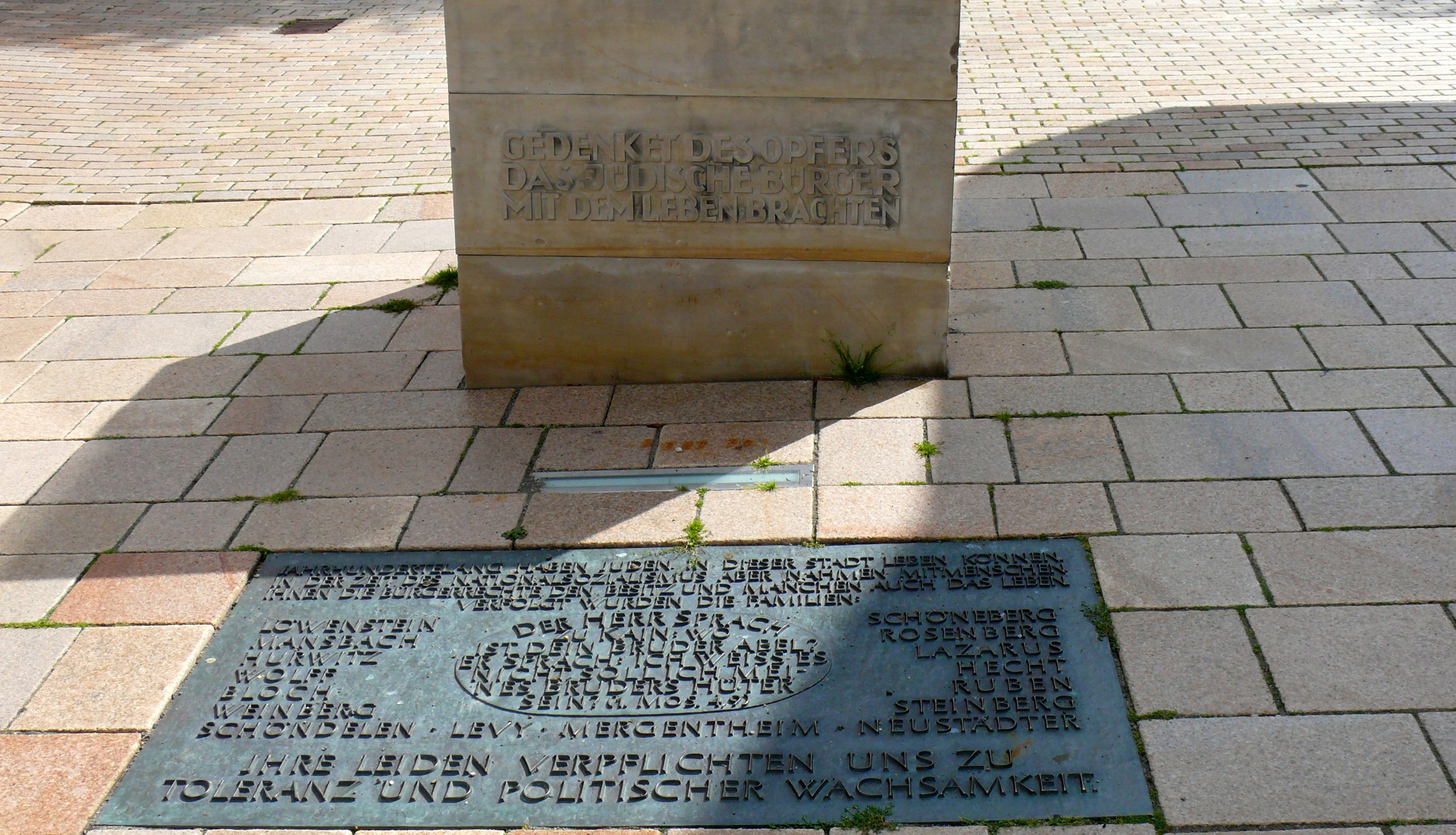
Gedenkstein am Standort der ehemaligen Synagoge vor dem Parkhaus Ost
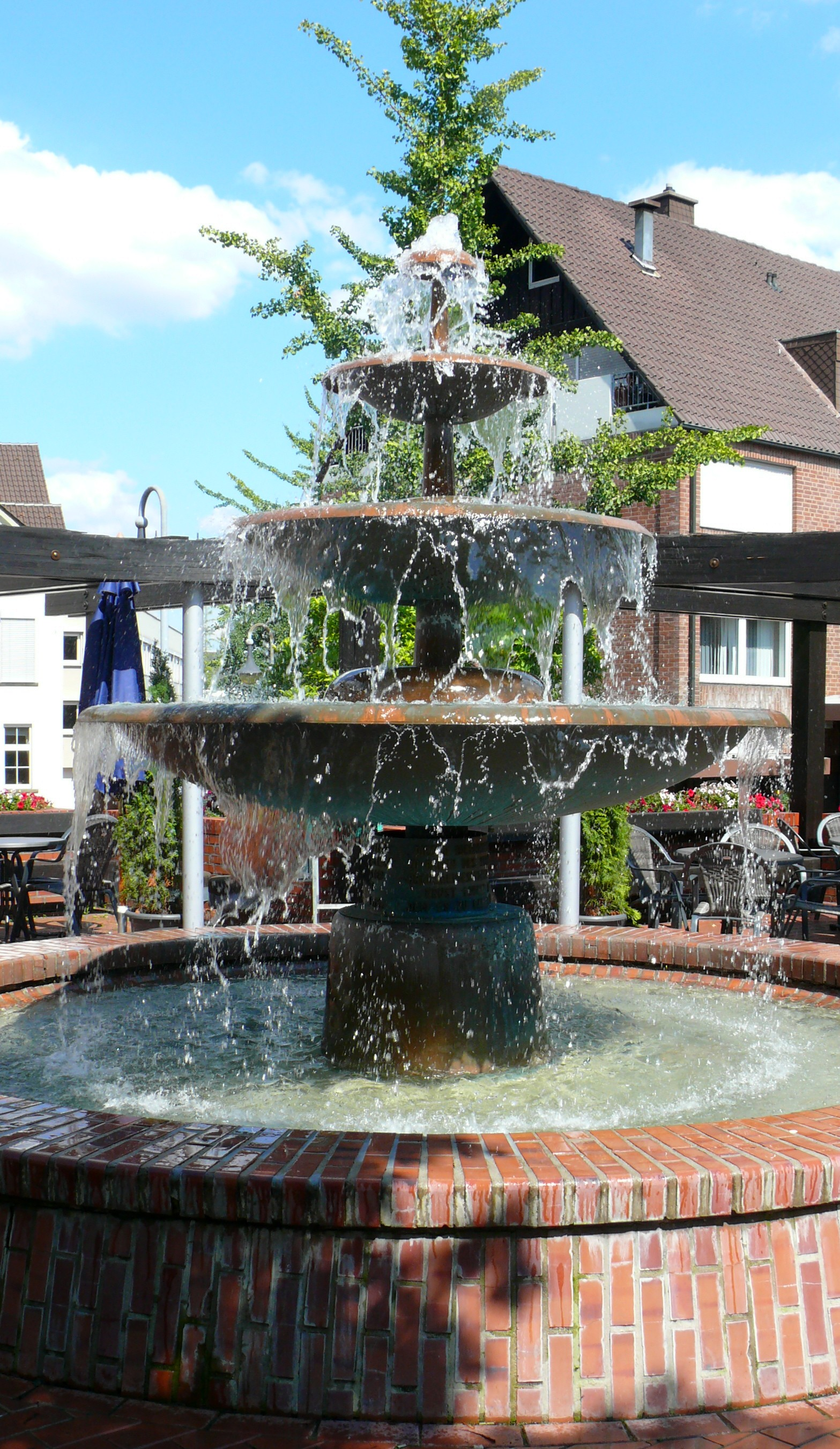
Bierbrunnen am Marktplatz
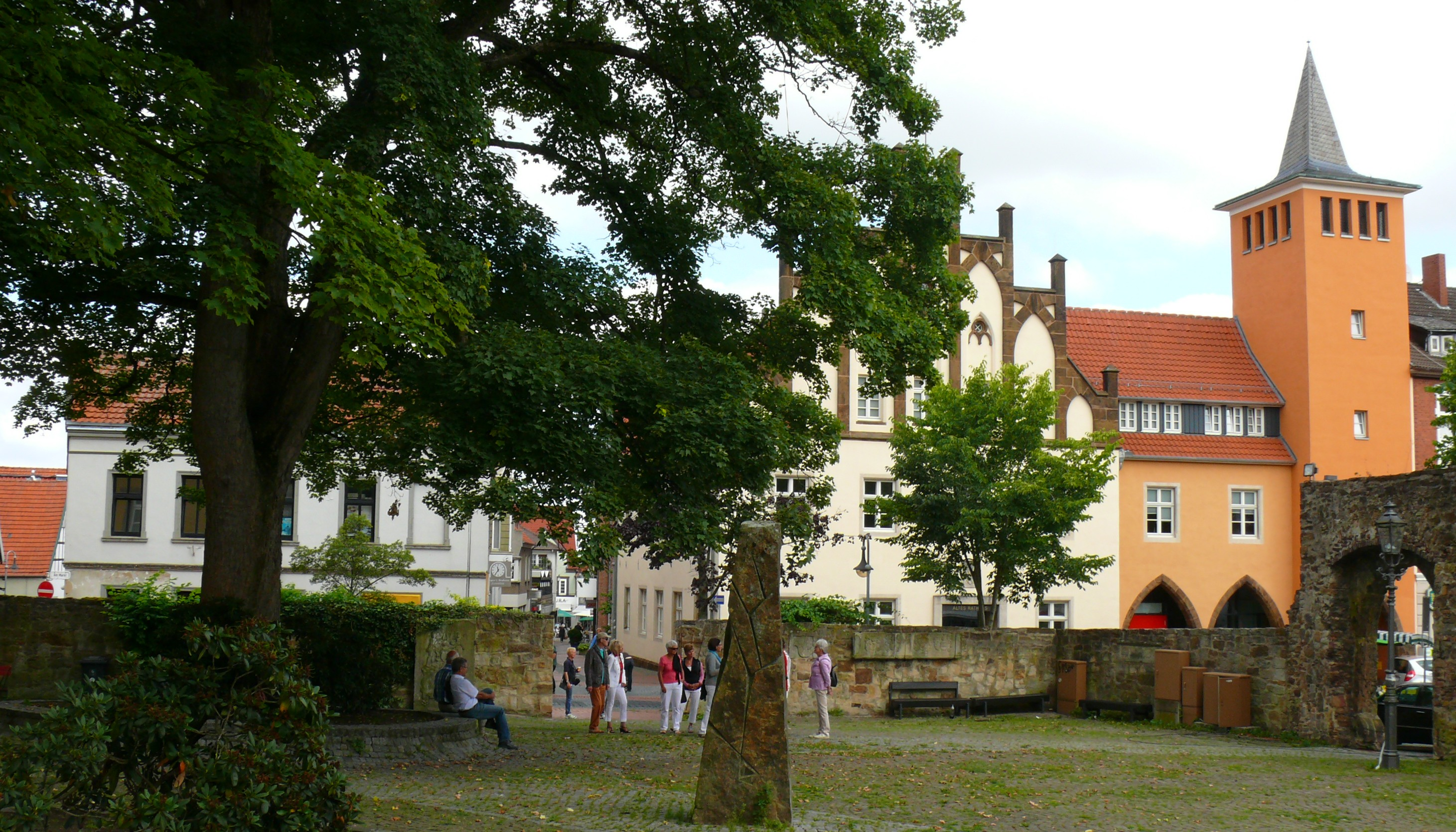
Auf dem Burgmannshof – Blick zum alten Rathaus

### Bauwerke in den Stadtteilen

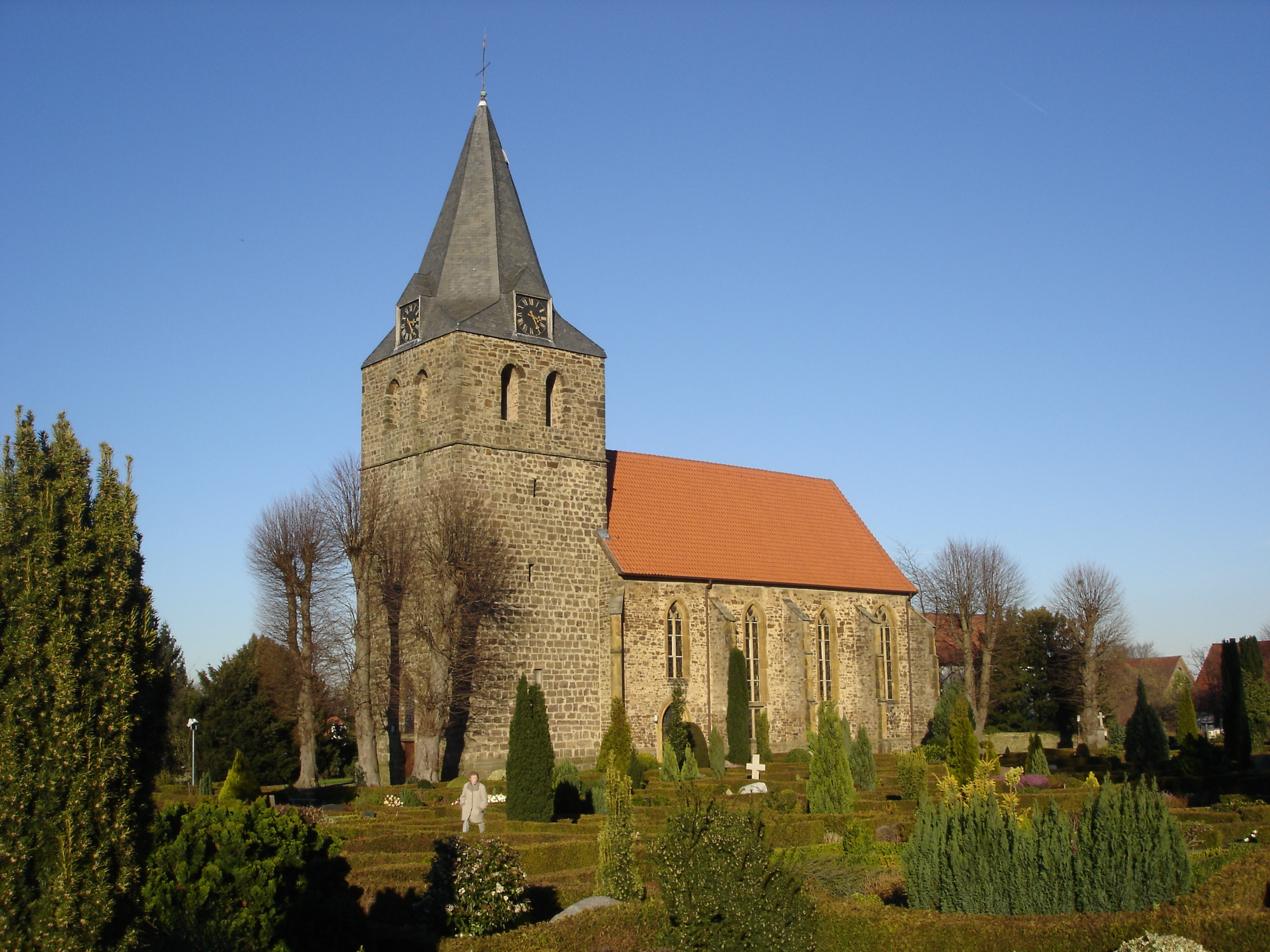
Die Gehlenbecker Kirche

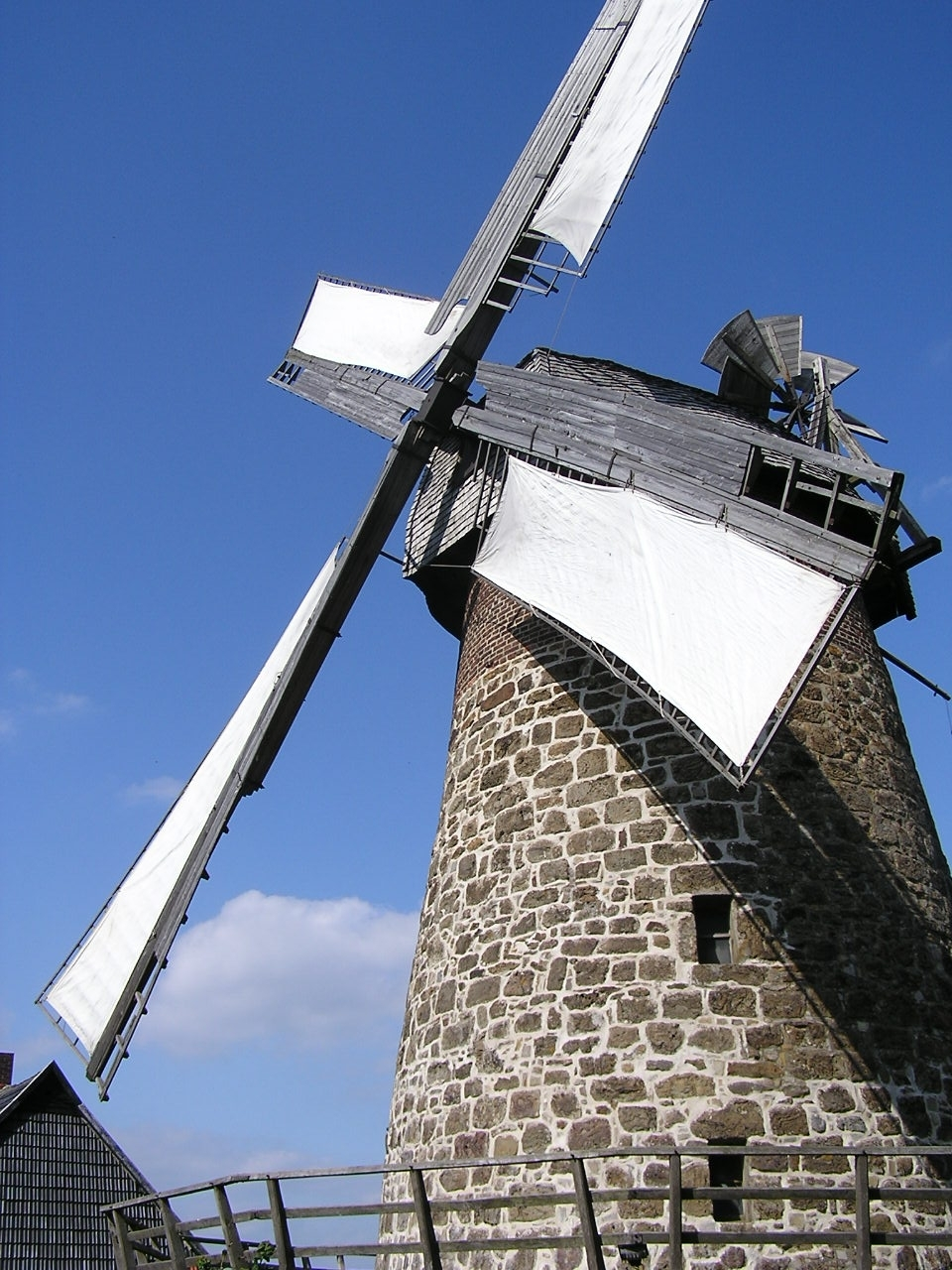
Königsmühle Eilhausen

- Die St. Nikolaus-Kirche in Gehlenbeck wurde um 1495 erbaut. Der Turm der Gehlenbecker Kirche ist wesentlich älter und vermutlich in der Zeit von 1100 bis 1150 erbaut worden. Einen Vorgängerbau muss es schon im 10. Jahrhundert gegeben haben, wie durch Ausgrabungen nachgewiesen werden konnte. Urkundlich erwähnt wird eine Kirche erstmals 1156.
- St.-Andreas-Kirche in Alswede: Kirche maßgeblich erbaut aus der zerstörten Mesenburg oberhalb von Lübbecke.
- Gehrmker Hius: Das Gehrmker Hius im heutigen Stil ist ein Fachwerkbauernhaus aus dem Jahr 1798. Es wird heute als Heimathaus genutzt.
- Königsmühle Eilhausen: Der Galerieholländer in Eilhausen wurde 1748 erbaut und hat einen aus Sandsteinen gemauerten runden Mühlenturm. Die Mühle hat eine Windrosenanlage und windgängige Segelgatterflügel. Die Mühle ist eine Station der Westfälischen Mühlenstraße.
- Wassermühle Eilhausen: Der Bruchsteinbau mit Fachwerkgiebeln könnte 1698 erbaut worden sein. Das oberschlächtige Wasserrad hat einen Durchmesser von 2,6 Metern. Im 19. Jahrhundert gab es in Lübbecke viele solcher Mühlen. Die Mühle ist eine Station der Westfälischen Mühlenstraße.
- Gut Stockhausen: Das Gut ist eine Wasserburg in Stockhausen. Die Anfänge des Guts reichen mindestens in das 14. Jahrhundert zurück.
- Stockhausen: Stockhausen zeichnet sich durch seine bäuerlichen Hofanlagen im regionaltypischen Fachwerk und den dazugehörenden Heuerlingshäusern aus. 19 Objekte stehend unter Denkmalschutz. Hofeichen, Streuobstwiesen und Bauerngärten verstärken den bäuerlichen Eindruck. Im Wettbewerb Unser Dorf soll schöner werden wurde Stockhausen 1995 mehrfach mit Gold ausgezeichnet. 1997 wurde Stockhausen zu einem von vier „Kulturmusterdörfern“ in Ostwestfalen-Lippe ernannt.
- Gut Renkhausen: Die als Herrenhaus im Neorenaissance-Stil einzuordnende Anlage gründet auf den Mauern einer alten Wasserburg, die 1278 erstmals urkundlich erwähnt wurde.
- Gut Obernfelde: Das ehemalige Rittergut und Herrenhaus wird erstmals 1540 erwähnt.
- Gut Eickel: Das früher Echolte bezeichnete Gut liegt bei Blasheim. Aus der Erwähnung eines Ritters Eylwart de Echolte geht hervor, dass das Gut wohl bereits vor 1183 existiert haben mag. Früher wurde unterschieden zwischen dem Gut Groß-Eickel und dem Gut Klein-Eickel. Diese beiden Güter wurden aber zu Anfang des 18. Jahrhunderts vereinigt.
- Babilonie: Die La-Tène-zeitliche Wallanlage liegt auf einem Berg im Wiehengebirge bei Obermehnen und könnte eine Fliehburg gewesen sein.
- Meesenburg: Diese Wehranlage am Meesenkopf ist nur noch in Resten erhalten und wurde vermutlich bereits im 12. Jahrhundert geschleift.

### Parks

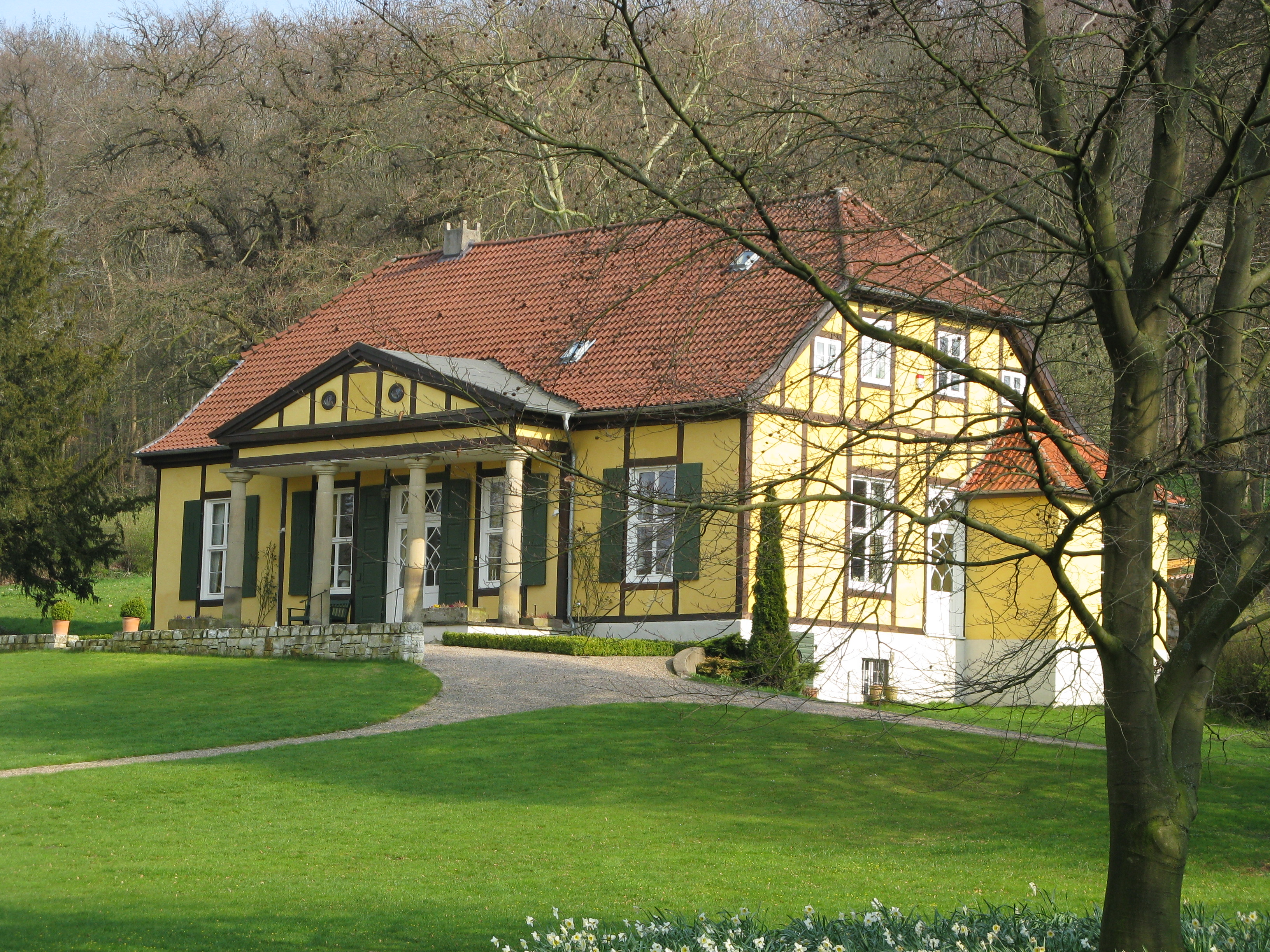
Ministerhaus Gut Obernfelde

Der Gallenkamp, eine parkähnliche hochliegende Freifläche in unmittelbarer Nähe zum Stadtzentrum, bietet einen Ausblick auf das Lübbecker Land. Im Winter wird der Gallenkamp von der Lübbecker Jugend zum Rodeln genutzt. Auch im Bereich der Schützenstraße liegt ein länglicher Park.
Eine weitere größere stadtnahe Grünfläche mit Spazierwegen breitet sich zwischen Friedhof und dem Wittekind-Gymnasium aus. Diese Parks haben Anschluss an die bevorzugten Wohnlagen, die sämtlich in unmittelbarer Nähe des Wiehengebirges liegen.
Außerhalb der Kernstadt sind vor allem um die Güter und Schlösser einige Parks entstanden. Dazu zählen folgende allesamt nicht öffentlich zugängliche Parks:
- Gutspark Gut Stockhausen: Von den ehemals barocken Gartenanlagen ist nur wenig erhalten. Eine in Nord-Süd-Richtung verlaufende etwa 200 Jahre alte Kastanienallee führt vom Gut zum Reckschen Erbbegräbnis und war einst ein Element der Gartenanlage.
- Gutspark Gut Renkhausen: Um 1900 wurde der historische Landschaftspark am Gut angelegt. Zentrales Element ist der offene Rasenbereich, der von altem Baumbestand durchsetzt ist. Zur Anlage gehören ein angelegter Hügel sowie eine Grotte. In östlicher Richtung erstreckt sich vom Gut aus die etwa 100 Jahre alte Renkhauser Lindenallee.
- Gutspark Gut Obernfelde: Der Gutspark wurde vermutlich zusammen mit der um 1829 entstandenen Orangerie – heute ein Wohnhaus – angelegt. Die Orangerie bildete den Mittelpunkt eines historischen Landschaftsparks mit einem relativ aufwändigen Wegesystem und Alleen. Vom ursprünglichen Park sind nur noch Restbereiche südlich der Orangerie erhalten.

### Natur

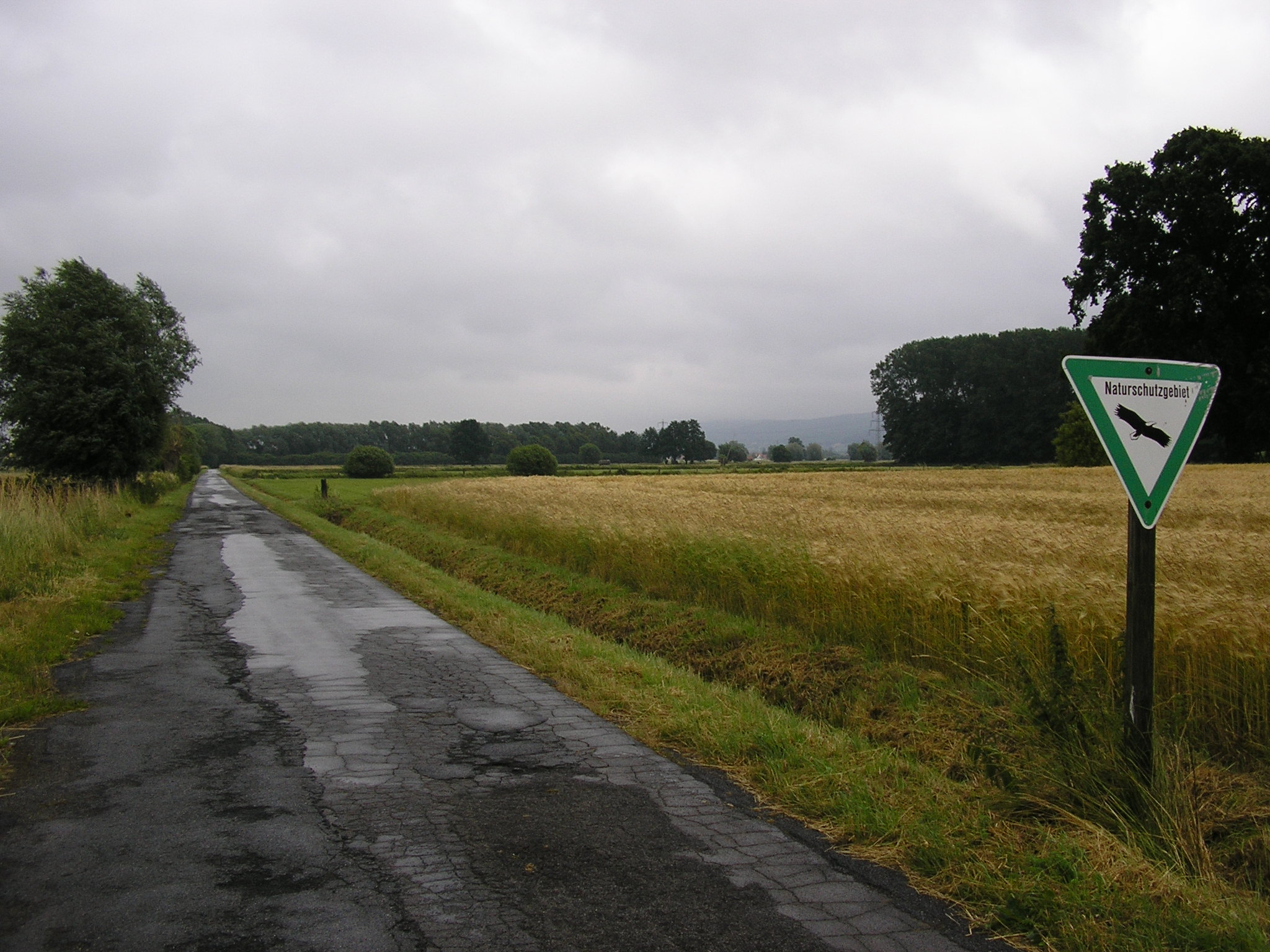
Weite Bereiche der Stadt Lübbecke, wie hier nördlich von Stockhausen, sind ausgewiesene Naturschutzgebiete.

Lübbecke verfügt auf relativ kleiner Fläche von rund 65 km² über eine recht vielgestaltige Anzahl unterschiedlicher Natur- und Landschaftsräume und damit unterschiedlicher Freizeiträume: bewaldetes Mittelgebirge im Süden, Hochmoor im Nordosten, Feuchtwiesen im Norden- und Nordwesten, ausgestattet jeweils mit einem engmaschigen Netz an Wander- und auch Radwegen. Auch der Grünstreifen im Zuge des Mittellandkanals mit dem knapp zehn Kilometer langen Wander- und Radweg unmittelbar am Ufer verdient in diesem Zusammenhang Erwähnung. Rund ein Drittel der Fläche der Stadt sind diesen weitestgehend unbewohnten Natur- oder naturnahen Landschaften mit hohem Freizeitwert zuzurechnen.
Mit dem Wiehengebirge hat Lübbecke Anteil am Naturpark TERRA.vita (ehemals: Naturpark Nördlicher Teutoburger Wald-Wiehengebirge). In der Stadt sind sechs Naturschutzgebiete ausgewiesen:
- Bastauwiesen: 1844 ha geschützte Feuchtwiesen entlang der Bastau. Große Teile des Gebietes liegen in Hille und der Stadt Minden.
- Finkenburg: 13 ha großes Gebiet in Blasheim.
- Gehlenbecker Masch: 45 ha großes Feuchtwiesengebiet
- Großes Torfmoor: Westfalens größtes Hochmoor. Das 467 ha große Naturschutzgebiet liegt teilweise auch in Hille.
- Rauhe Horst – Schäferwiesen: 198 ha großes Nass- und Feuchtgrünland.
- Sonnenwinkel: 4,3 ha Laubwald

Der relative Flächenanteil an ausgewiesenen Naturschutzgebieten ist in Lübbecke mit über 10 Prozent damit signifikant größer als im Landes- (7,3 Prozent) und Bundesdurchschnitt (2 Prozent). Dieser hohe Wert ist umso beachtlicher, da das naturnahe Wiehengebirge bis auf den o. g. Sonnenwinkel keine weiteren formal ausgewiesenen Naturschutzflächen aufweist.
In Lübbecke leben unter anderem folgende größere Wildtiere in den naturnahen Wald- und Moorgebieten der Stadt: Schwarzwild und Rehwild, Fuchs, Dachs besonders im Wiehengebirge aber auch in den kultivierten Teilen. Im Moor gibt es u. a. den Weißstorch und die giftige Kreuzotter. Neben Petershagen brüten in Lübbecke die einzigen wildlebenden Weißstörche des Landes Nordrhein-Westfalen.
Im Bereich der südlichen Kernstadt ist der große Bestand an Fledermäusen augenscheinlich, die des Sommers ab der Dämmerung in den Gärten ihre Kreise ziehen.
Die 27 ausgewiesenen Naturdenkmäler in Lübbecke setzen sich aus 26 Solitärbäumen und Baumgruppen, darunter die 120 Eichen der Obernfelder Allee, und einem alten Steinbruch am Obermehner Berg als einzigem geologischen Objekt zusammen.

### Sport
Der langjährige Handballbundesligist TuS Nettelstedt-Lübbecke (ehemals TuS Nettelstedt) ist in der Stadt beheimatet. Der Verein gewann 1981 den DHB-Pokal und den Europapokal der Pokalsieger. Nach einigen Ab- und Aufstiegen spielt der TuS seit 2009 wieder in der Bundesliga. Seine Heimspiele erfolgen in der 3400 Zuschauer fassenden Kreissporthalle Lübbecke. Eine besondere Rivalität verbindet den Verein mit dem GWD Minden, der der erste Bundesligist aus demselben Kreis Minden-Lübbecke ist. Seit 2021 spielt die erste Herrenmannschaft des TuS N-Lübbecke ebenso in der ersten Handballbundesliga.
Der Freeway-Cup, die „inoffizielle deutsche U-16-Fußball-Hallenmeisterschaft“, findet jährlich Mitte Januar in der Kreissporthalle Lübbecke statt.
Klassenhöchste Fußballvereine sind der BSC Blasheim, der FC Lübbecke und der HSC Alswede (alle Kreisliga A).

### Regelmäßige Veranstaltungen
Das Volksfest Blasheimer Markt  findet am ersten Wochenende im September statt. Das Bierbrunnenfest Anfang August ist eine lokaltypische Großveranstaltung mit jährlich bis zu 100.000 Besuchern. Die Brauerei Barre lässt seit 1954 für sieben Stunden Bier aus dem Bierbrunnen am Burgmannshof sprudeln. Das Ende Juli stattfindende Bürgerschützenfest wurde vom 1492 gegründeten Bürgerschützen-Bataillon initiiert. Beim Fest wird alle zwei Jahre ein Schützenkönig ausgeschossen. Der Wurstmarkt im November beginnt mit dem Anschnitt einer „Riesenwurst“ durch den Bürgermeister. Das örtliche Fleischerhandwerk präsentiert sein Handwerk. Auf dem Gänsemarkt und in der Fußgängerzone sind Fahrgeschäfte und andere Attraktionen aufgebaut. - 1982 kam der Fleischermeister Alfred Przytulla mit einer beim Wurstmarkt präsentierten 75 Meter langen Riesenblutwurst in das Guinness Buch der Rekorde.

## Wirtschaft und Infrastruktur

### Verkehr

#### Straßen
Lübbecke liegt an der Kreuzung der Bundesstraßen 65 und 239. Die Stadt ist an das Autobahnnetz nicht unmittelbar angebunden. Die Autobahn A30 (Bad Oeynhausen-Osnabrück) befindet sich rund 15 km in südlicher Richtung, die Autobahn A2 (Köln-Berlin) ist rund 30 km entfernt. Die in den 1970er Jahren geplante Autobahn „Löhne-Bremen“ als Teil der A 5, die unmittelbar ostwärts des Stadtgebietes verlaufen wäre, wurde nicht verwirklicht und ist im Bundesverkehrswegeplan auch nicht mehr vorgesehen.

#### Schienen- und Busverkehr

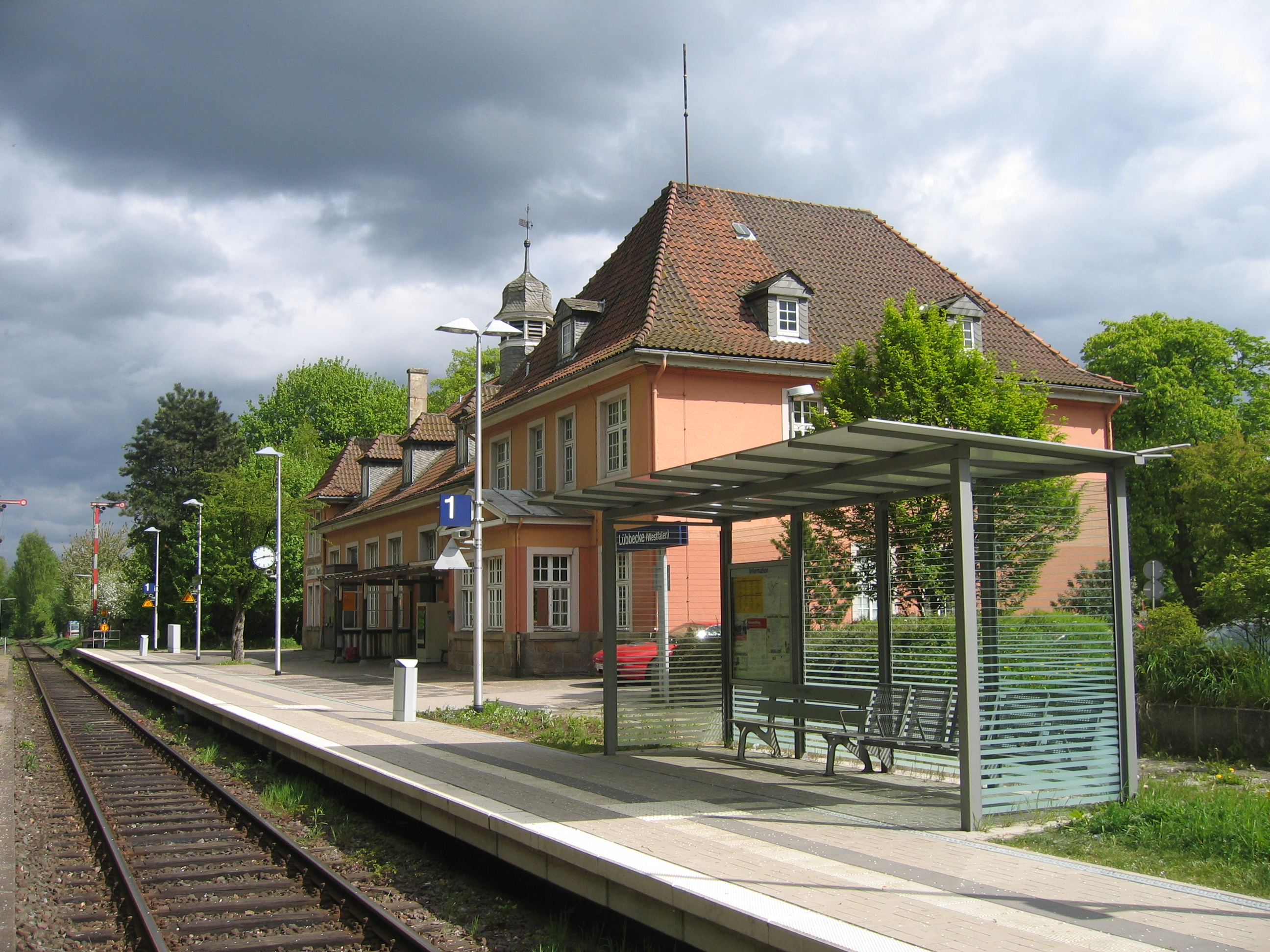
Bahnhof Lübbecke

Der Bahnhof Lübbecke (Westf) liegt an der Ravensberger Bahn, auf der im Stundentakt, die gleichnamige Regionalbahn 71 Bielefeld – Herford – Bünde – Rahden verkehrt. Der Bahnhof Blasheim wurde vor Jahrzehnten stillgelegt. Durchgeführt wird der Schienenpersonennahverkehr von der Eurobahn, die Diesel-Triebwagen der Baureihe 643 (Talent 1) für Geschwindigkeiten bis zu 120 km/h einsetzt.
Der öffentliche Personennahverkehr in Lübbecke gehört zum Tarifverbund Westfalentarif (Netz TeutoOWL). Neben dem städtischen Nahverkehr verkehren eine Schnellbuslinie nach Minden und Regionalbusse nach Espelkamp, Rahden und Preußisch Oldendorf.

#### Wasserstraßen und Häfen
Der Mittellandkanal bildet die nördliche Stadtgrenze. Hier verfügt die Stadt mit dem Hafen Lübbecke über eine Anknüpfung an Rhein, Weser und Elbe. Unweit dieses Hafens gibt es auch einen kleinen Yachthafen und eine Anlegestelle für Ruderboote.

#### Rad- und Wanderrouten
Die weitgehend flache Norddeutsche Tiefebene begünstigt das Radfahren. Der 40 Kilometer lange Lübbecker Landweg verbindet die Ortsteile der Stadt miteinander. Durch die Stadt führen außerdem die Westfälische Mühlenroute und die LandArt-Route, die Orte bäuerlichen Handwerks miteinander verbindet, sowie die Wellness-Radroute und die BahnRadRoute Weser-Lippe. Beliebt als Radweg ist außerdem der Betriebsweg entlang des Mittellandkanals.
Von den Wanderwegen dürfte der Wittekindsweg über den Kamm des Wiehengebirges im Naturpark TERRA.vita der bekannteste sein. Das Pendant zum Radweg Mühlenroute ist der Mühlensteig, der ebenfalls die Mühlen der Region verbindet. Der Arminiusweg folgt annähernd dem vermuteten historischen Zugweg des römischen Heeres unter Varus, das auf seinem Weg in die Vernichtung bei Kalkriese möglicherweise auch durch das Lübbecker Land gezogen sein soll. Durch das Große Torfmoor führt ein Moor-Erlebnis-Pfad. Im Naturpark TERRA.vita sind außerdem zahlreiche kleinere Wanderwege ausgeschildert. Eine Teilroute des Inline-Skates-Weges Mühlenkreis Skate & Rail führt auch durch Lübbecke.

#### Luftverkehr
Die nächsten Flughäfen sind die Flughäfen Hannover-Langenhagen (circa 1 Std. Fahrtzeit), Münster-Osnabrück (circa 1 Std. Fahrtzeit) und Bremen (circa 90 Min. Fahrtzeit). Am 5. November 2005 wurde ein Flugzeug der Lufthansa Cityline, ein Bombardier CRJ700 mit dem Luftfahrzeugkennzeichen D-ACPQ, auf den Namen der Stadt getauft. Nächster Verkehrslandeplatz ist der Flugplatz Vennebeck, 20 km südöstlich.

### Ansässige Unternehmen

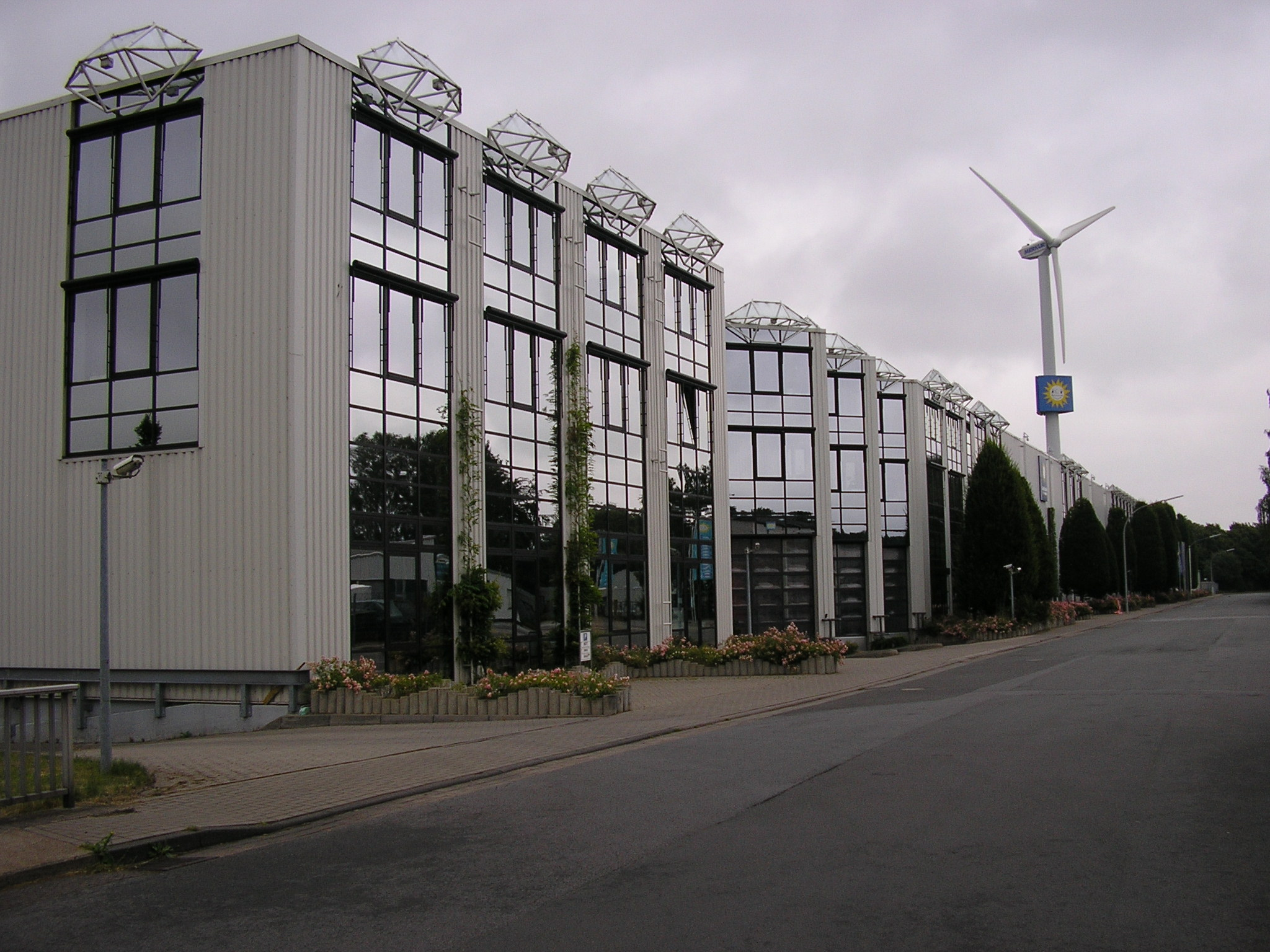
Gebäude der Firma Gauselmann in Lübbecke

Ein bedeutender Arbeitgeber in Lübbecke ist die Firma IMA Schelling mit rund 900 Beschäftigten. Sie ist ein international tätiger Hersteller von Maschinen und Fertigungsstraßen für die Möbel- und Bauelementeindustrie. Die Gauselmann AG betreibt in Lübbecke ihre Produktionsstätte für Spielautomaten und beschäftigt an diesem Standort 1100 Mitarbeiter. Mit 400 Beschäftigten bildet der Standort Fleischcenter Lübbecke der Firma Westfleisch einen noch traditionellen Schlachtbetrieb. Liberty Damenmoden GmbH verkauft Damenoberbekleidung. Die Dannemann Cigarrenfabrik GmbH ist der Rest eines einstigen Weltmarktführers und eines der letzten Unternehmen der Tabakindustrie in Lübbecke. Rund 300 Beschäftigte stellen hier hochwertige Zigarren und Zigarillos her. Im Pass des Wiehengebirges sitzt die familiengeführte Privatbrauerei Ernst Barre.
Die meisten dieser Unternehmen sind in drei Industriegebieten („Gewerbegebiet Südlich Jockweg / westlich Heuweg“, „Gewerbegebiet Süd-Ost“ und „Industriegebiet am Hafen“) im Norden der Stadt an der B 239 beheimatet.

### Medien
In der Stadt sind die Neue Westfälische (Geschäftsstelle in Lübbecke) und das Westfalenblatt als Regionalzeitungen mit entsprechenden Lokalteilen für die Stadt vertreten. Das Lokalradio für den Kreis Minden-Lübbecke ist Radio Westfalica.

### Öffentliche Einrichtungen

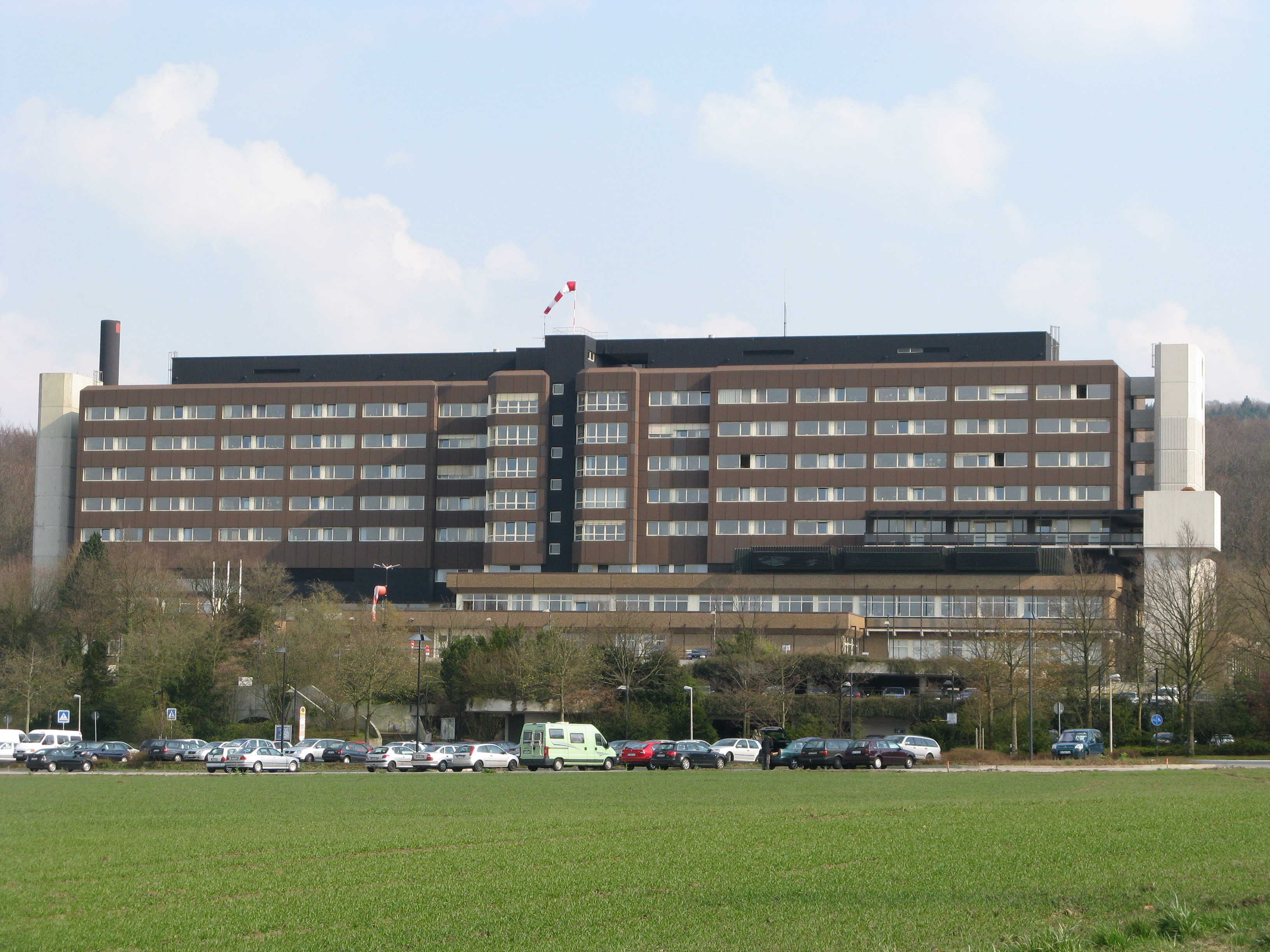
Das Lübbecker Krankenhaus am Hang des Wiehengebirges

Lübbecke ist einer von vier Standorten der Mühlenkreiskliniken. Daneben befindet sich hier das Hospiz Veritas. Als Relikte der ehemaligen Kreisstadt sind in Lübbecke das Finanzamt und eine Zulassungsstelle des Straßenverkehrsamtes verblieben. Weitere städtische Einrichtungen sind die Stadthalle und eine Mediothek (ehemals Stadtbücherei) im Kultur- und Medienzentrum im Alten Rathaus am Markt.
Die 1899 gegründeten Stadtwerke Lübbecke betreiben die Energie- und Wasserversorgung in der Stadt sowie den Hafen am Mittellandkanal. Sie befinden sich mit großer Mehrheit im Besitz der Stadt und haben 1995 das Stromnetz übernommen, das sie zusammen mit dem Partner RWE Westfalen-Weser-Ems AG betreiben. Am 26. April 1998 stimmte eine Mehrheit der Bürger in einem Bürgerentscheid noch gegen den Kauf des Stromnetzes. Die Stadt betreibt außerdem ein Hallenbad und ein Freibad in Gehlenbeck. Das ehemalige Freibad Lübbecke wurde nach einem am 2. Mai 2004 durchgeführten Bürgerentscheid geschlossen.
Der Abfall der Stadt Lübbecke wird gemäß Abfallgesetz der Bundesrepublik Deutschland im Entsorgungszentrum Pohlsche Heide entsorgt.
Im Norden der Stadt liegt die Kläranlage. Sie ist für 130.000 Einwohnerwerte ausgelegt und wurde um eine Vierte Reinigungsstufe zur Beseitigung von Spurenstoffen erweitert.

### Bildung
Die weiterführenden Schulen im Mittelzentrum Lübbecke nehmen Schüler aus Lübbecke und vielfach den umliegenden Gemeinden wie Hüllhorst und Preußisch Oldendorf auf. Zu den weiterführenden Schulen zählen:
- Wittekind-Gymnasium Lübbecke (gegründet 1926, rund 1000 Schüler, benannt nach dem Sachsenherzog Widukind)
- Stadtschule Lübbecke (Städt. Sekundarschule, gegründet 2012, 650 Schüler)
- Berufskolleg Lübbecke (3700 Schüler, davon 2500 duale Ausbildungen (Lehre) und 1200 vollzeitschulische Bildungsgänge, Abschlüsse: Hauptschulabschluss bis Abitur)

Die Hauptschule und die Jahn-Realschule wurden 2017 geschlossen.
Außerdem hat Lübbecke folgende sechs Grundschulen:
- Astrid-Lindgren-Grundschule (1994 gegründet, seit 1995 nach Astrid Lindgren benannt, Schulgebäude ursprünglich englischsprachige und nach dem Zweiten Weltkrieg gegründete St. Peter’s School)
- Grundschule Blasheim (rund 225 Schüler, geht zurück auf eine 1890 errichtete Schule in Blasheim)
- Grundschule Gehlenbeck (rund 200 Schüler, geht zurück auf die 1959 errichtete Volksschule)
- Grundschule Im Kleinen Feld (rund 260 Schüler, Name seit 1995, gegründet 1973)
- Grundschule Nettelstedt (rund 150 Schüler, gegründet 1975, geht zurück auf die ehemalige Nettelstedter Volksschule, Altgebäude aus dem Jahr 1927)
- Grundschule Regenbogen (1993 gegründet, rund 250 Schüler, Integrationsklassen mit Anteil behinderter Kinder)

Weiterhin hat die Stadt eine Förderschule:
- Schule am Buschkamp (Förderschwerpunkt: geistige Entwicklung, rund 135 Schüler, davon 46 Schwerstbehinderte, Träger: Ludwig-Steil-Hof)
- Die Pestalozzi-Schule (Förderschwerpunkt: Lernen) wurde 2019 geschlossen.

Neben weiteren Berufsbildungsschulen sind noch die Musikschule Pro Musica sowie die Volkshochschule Lübbecker Land zu nennen.

## Persönlichkeiten

### Ehrenbürger
- Huguette Brillaud (für Verdienste um die Städtepartnerschaft mit Bayeux)
- Colin Lucas (für Verdienste um die Städtepartnerschaft mit Dorchester)
- Paul Gauselmann (für Verdienste um den Wirtschaftsstandort Lübbecke und für das Engagement im Sportsponsoring)
- Helmut Hüffmann (für Verdienste um die Aufarbeitung der Stadtgeschichte)[33]

### Söhne und Töchter der Stadt
Folgende Persönlichkeiten wurden in Lübbecke geboren:
- Eberhard von der Reck (* 1744 in Stockhausen; † 1816 in Merseburg), General und Politiker
- Carl Friedrich Meyer (* 1803 in Lübbecke; † 1886 in Eitorf), Arzt und Psychiater
- Franz Heinrich Kleinschmidt (* 1812 in Blasheim; † 1864 in Otjimbingwe), Theologe
- Otto von Strubberg (* 1821 in Lübbecke; † 1908 in Berlin), Theologe
- Otto Michaelis (* 1826 in Lübbecke; † 1890 in Berlin), Politiker, Volkswirtschaftler und Journalist
- Julius Möller (* 1840 in Lübbecke; † 1928 in Gütersloh), lutherischer Theologe
- Friedrich Menge (* 1845 in Lübbecke; † 1920), Jurist und Senatspräsident am Reichsgericht
- Felix Schmidt (* 1857 in Lübbecke; † 1927 in Düsseldorf), Maler, Lithograf, Illustrator und Scherenschnittkünstler
- Heinrich Cordes (* 1866 in Lübbecke; † 1927 in Breslau), Dolmetscher im Auswärtigen Dienst und Bankier
- Hermann Osthoff (* 1876 in Lübbecke; † 1956), Jurist, Reichsbahndirektor und Ministerialbeamter
- Karl Röttger (* 1877 in Lübbecke; † 1942 in Düsseldorf), Schriftsteller
- Ernst Halwe (* 1886 in Lübbecke; † 1961), Ingenieur und Konteradmiral (Ing.) der Kriegsmarine
- Erich Lossie (* 1886 in Lübbecke; † 1944 in Bielefeld), Bildhauer
- Friedrich Husemann (* 1887 in Blasheim; † 1959 in Buchenbach), anthroposophischer Arzt und Psychiater
- Hans Rodenberg (* 1895 in Lübbecke; † 1978 in Berlin), Theaterwissenschaftler und Filmregisseur
- Fritz Schilling (* 1896 in Lübbecke; † 1970), Politiker, Mitglied des Landtags von Nordrhein-Westfalen
- Emmy Zehden (* 1900 in Lübbecke; † 1944 in Berlin-Plötzensee), Widerstandskämpferin gegen den Nationalsozialismus
- Gottfried Husemann (* 1900 in Blasheim; † 1972 in Arlesheim), Arzt und Psychiater
- Hermann Busse (* 1903 in Lübbecke; † 1970 in Hemer), Politiker
- Martin Horstmeier (* 1929 in Stockhausen; † 2024), Landwirt und Politiker
- August-Wilhelm Scheer (* 1941 in Lübbecke), Wirtschaftsinformatiker und IT-Unternehmer
- Martin Bartsch (* 1942 in Lübbecke), Kirchenmusiker
- Antje Vollmer (* 1943 in Lübbecke; † 2023), Politikerin
- Ernst-Gerhard Güse (* 1944 in Lübbecke; † 2023), Kunsthistoriker und Kurator
- Gerd Nobbe (* 1944 in Lübbecke; † 2019 in Karlsruhe), Richter am Bundesgerichtshof
- Wilhelm Heitmeyer (* 1945 in Nettelstedt), Sozialwissenschaftler, Gewaltforscher, Professor an der Universität Bielefeld
- Gerd-Axel Ahrens (* 1948 in Lübbecke), Verkehrsplaner
- Heinz-Dieter Heckmann (* 1953 in Lübbecke; † 2016 in Münster), Philosoph
- Thomas Lackmann (* 1954 in Lübbecke), Journalist
- Martin Heidenreich (* 1956 in Lübbecke), Sozialwissenschaftler
- Volker Liebig (* 1956 in Lübbecke), Geophysiker und Honorarprofessor
- Peter Schneider (* 1961 in Lübbecke), Informatiker und Politiker
- Jens Förster (* 1965 in Lübbecke), Sozialpsychologe, Direktor des Kurt-Lewin-Institutes an der Universität von Amsterdam
- Andreas Spellig (* 1965 in Lübbecke), Journalist und Fernsehmoderator
- Eyke Hüllermeier (* 1969 in Lübbecke), Informatiker
- Gorden Sudeck (* 1975 in Lübbecke), Sportwissenschaftler
- Lotte Ohm (* 1975 in Lübbecke), Schauspielerin
- David Bösch (* 1978 in Lübbecke), Theaterregisseur
- Nadine Bollmeier (* 1981 in Lübbecke), Tischtennisspielerin
- Rolf Hermann (* 1981 in Lübbecke), Handballnationalspieler
- Finn Holsing (* 1983 in Lübbecke), Fußballspieler
- Max Wegner (* 1989 in Lübbecke), Fußballspieler
- Fabian Wetter (* 1989), Fußballspieler
- Fynn Lakenmacher (* 2000 in Lübbecke), Fußballspieler

### Weitere Persönlichkeiten
Folgende Persönlichkeiten wurden nicht in Lübbecke geboren, haben aber hier gewirkt:
- Otto Piene (* 1928 in Laasphe; † 2014 in Berlin), Künstler, wuchs in Lübbecke auf
- Ernst Wilm (* 1901 in Reinswalde, Kreis Sorau; † 1989 in Lübbecke), Pfarrer und Kirchenfunktionär
- Herbert Lübking (* 1941 in Dankersen), Handballspieler
- Eberhard Werner (* 1924 in Glogau/Schlesien; † 2002 in Lübbecke), Künstler (Landschaftsmaler) lebte und starb in Obermehnen bei Lübbecke
- Friedrich Langewiesche (* 1867 in Elberfeld; † 1958 in Bünde), erforschte Babilonie
- Siegfried von Campe (* 1885 in Münster; † 1972 in Hannover), Politiker, Referendar in Lübbecke
- Kurt-Wolf von Borries (* 1928 in Bergen, Kreis Belgard; † 1985 in Köln), Künstler, Abitur in Lübbecke
- Christian Rosenbohm (* 1878 in Kleinendorf; † 1948 in Lübbecke), Politiker, lebte und starb in Lübbecke
- Hans Wilhelm Stodollick (* 1949 in Dortmund), Politiker, Bürgermeister von Lünen, Kämmerer in Lübbecke
- Salomon Blumenau (* 1825 in Bünde; † 1904 in Hannover), Pädagoge und Prediger, Schüler in Lübbecke
- Ernst Weitkamp (* 1908 in Quernheim/Kreis Herford; † 1977 in Lübbecke), Zahnarzt, SS-Obersturmführer, nach Kriegsbeginn kurzzeitig Leiter der Zahnstation im KZ Mauthausen, Mitglied der Bekennenden Kirche, praktizierte von 1932 bis 1977 in Lübbecke
- Jürgen Weitkamp (* 1938 in Bielefeld; † 2025), Arzt, Zahnarzt, Ehrenpräsident der Zahnärztekammer Westfalen-Lippe und der Bundeszahnärztekammer, praktizierte seit 1967 in Lübbecke
- Karl-Friedrich Höcker (* 1911 in Engershausen; † 2000 in Lübbecke), SS-Obersturmführer, Adjutant der KZ-Kommandanten von Neuengamme und Majdanek (nach dem Krieg mehrjährige Haftstrafen), lebte und starb in Lübbecke
- Franz Breithaupt (* 1880 in Berlin; † 1945 in Prien am Chiemsee), Generalleutnant der Polizei und SS-Obergruppenführer, Lehrling in Lübbecke
- Cajus Julius Caesar (* 1951 in Rinteln), Politiker, besuchte die Schule in Lübbecke
- Marie Schmalenbach (* 1835 in Holtrup; † 1924 in Mennighüffen), Lyrikerin, lebte in Lübbecke
- Die Cornbergs waren durch Philipp Wilhelm von Cornberg (* 1553 in Kassel; † 1616 in Richelsdorf) in Lübbecke begütert
- Harald Nickel (* 1953 in Espelkamp; † 2019), Fußballprofi, Stammverein war der 1. FC Lübbecke[34]
- Johann Heinrich Hadewig (1623–1671), evangelischer Pfarrer in Lübbecke und Kirchenlieddichter